# Grisolles (Tarn-et-Garonne)
Pour les articles homonymes, voir Grisolles.
Grisolles est une commune française située dans le sud du département de Tarn-et-Garonne, en région Occitanie.
Sur le plan historique et culturel, la commune est dans le Pays Montalbanais, correspondant à la partie méridionale du Quercy.
Exposée à un climat océanique altéré, elle est drainée par le canal latéral à la Garonne, la Garonne, le ruisseau de Pécurié, le ruisseau de Pézoulat, le ruisseau de Saint-Jean et par divers autres petits cours d'eau. La commune possède un patrimoine naturel remarquable : deux sites Natura 2000 (« Garonne, Ariège, Hers, Salat, Pique et Neste » et la « vallée de la Garonne de Muret à Moissac »), quatre espaces protégés (le « bras mort de Grisolles », le « cours de la Garonne, de l'Aveyron, du Viaur et du Tarn », « Verdun Saint Pierre » et le « Roselière de la Barraque ») et deux zones naturelles d'intérêt écologique, faunistique et floristique.
Grisolles est une commune rurale qui compte 4 206 habitants en 2022, après avoir connu une forte hausse de la population depuis 1962. Elle est depuis 2020 intégée dans l'agglomération toulousaine et fait partie de l'aire d'attraction de Toulouse. Ses habitants sont appelés les Grisollais ou  Grisollaises.

## Géographie

### Localisation
Commune de l'aire d'attraction de Toulouse située dans l'unité urbaine de Toulouse qu'elle intègre en 2020, à 30 km au nord de Toulouse et à 20 km au sud de Montauban, dans la vallée de la Garonne en Pays Montalbanais, c'est une commune limitrophe du département de la Haute-Garonne.

### Communes limitrophes
Grisolles est limitrophe de neuf autres communes dont quatre dans le département de la Haute-Garonne.
| Verdun-sur-Garonne                  | Canals Dieupentale    | Fronton (Haute-Garonne)                  |
| Verdun-sur-Garonne                  | Grisolles             | Pompignan                                |
| Aucamville, Grenade (Haute-Garonne) | Ondes (Haute-Garonne) | Castelnau-d'Estrétefonds (Haute-Garonne) |

### Géologie et relief
La commune de Grisolles est établie sur la première terrasse de la Garonne, dans la plaine toulousaine de la Garonne.
La superficie de la commune est de 1 760 hectares ; son altitude varie de 94  à   208 mètres.

### Réseau électrique
D'importantes lignes de transport électrique convergent sur le territoire de la commune et une importante station de transformation est disposée au croisement de la D52 et du chemin de Verdunenc.

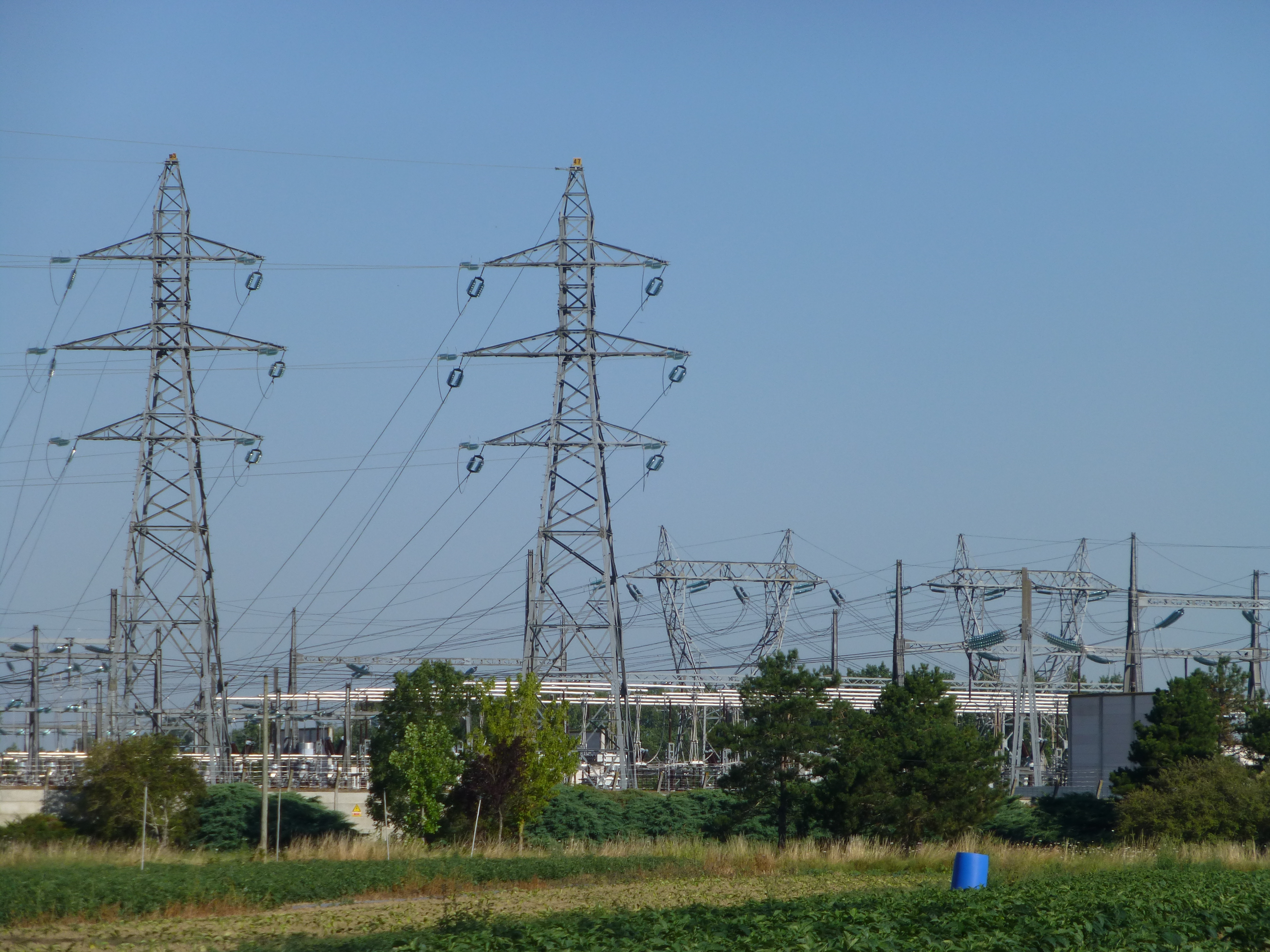
Poste de transformation de Grisolles

### Hydrographie
La commune est dans le bassin versant de la Garonne, au sein du bassin hydrographique Adour-Garonne. Elle est drainée par la Garonne, le ruisseau de Pécurié, le ruisseau de Pézoulat, le ruisseau de Saint-Jean, le ruisseau de la Baïze, le ruisseau de la Laque, le ruisseau de Saint-Jean et par divers petits cours d'eau, constituant un réseau hydrographique de 25 km de longueur totale,.
La commune de Grisolles est traversée par le canal des Deux Mers dans sa partie qui double le cours de la Garonne, canal latéral à la Garonne, dans le prolongement du canal du Midi à partir de Toulouse vers la Gironde.

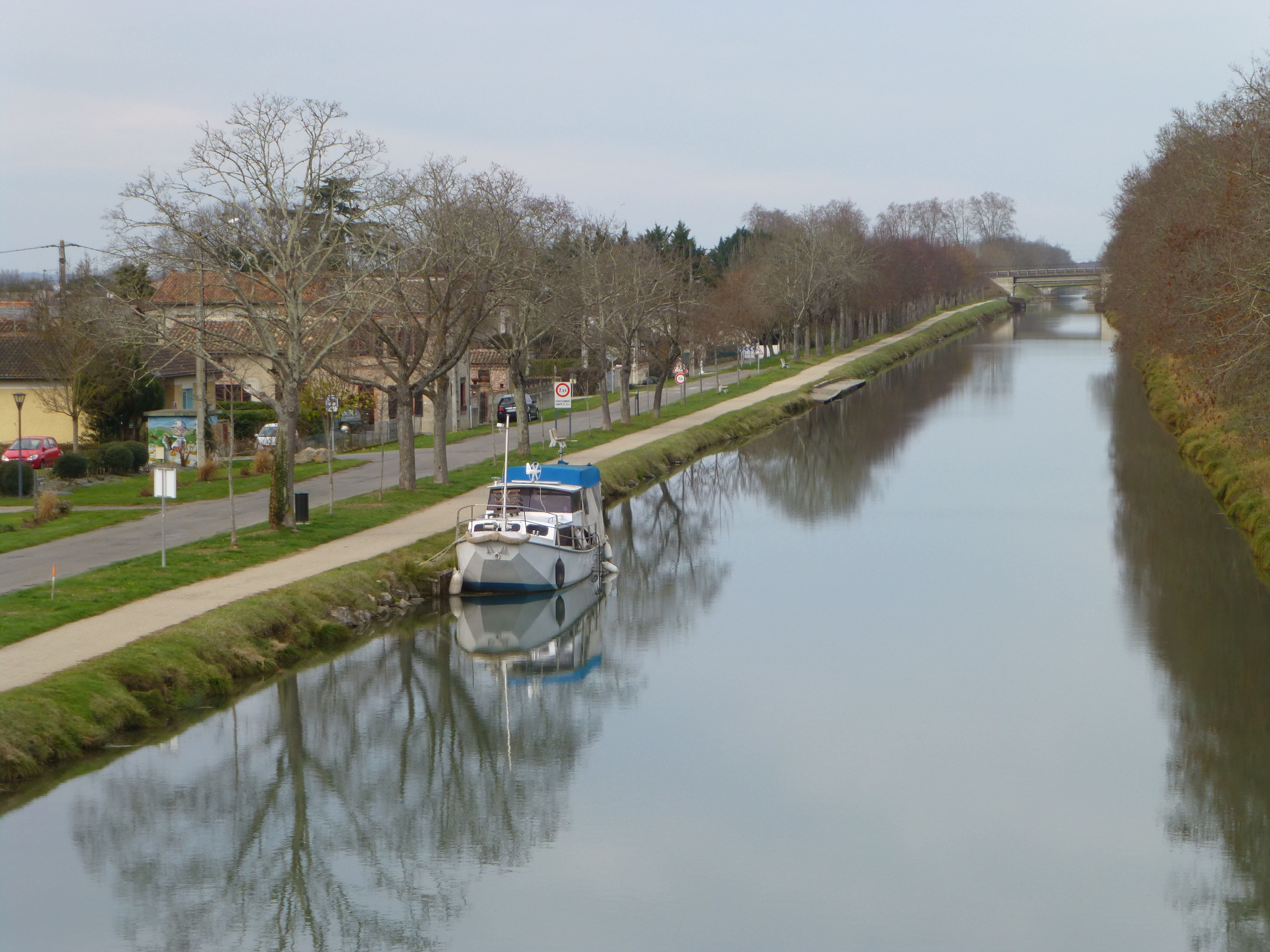
Le canal latéral à la Garonne à Grisolles.
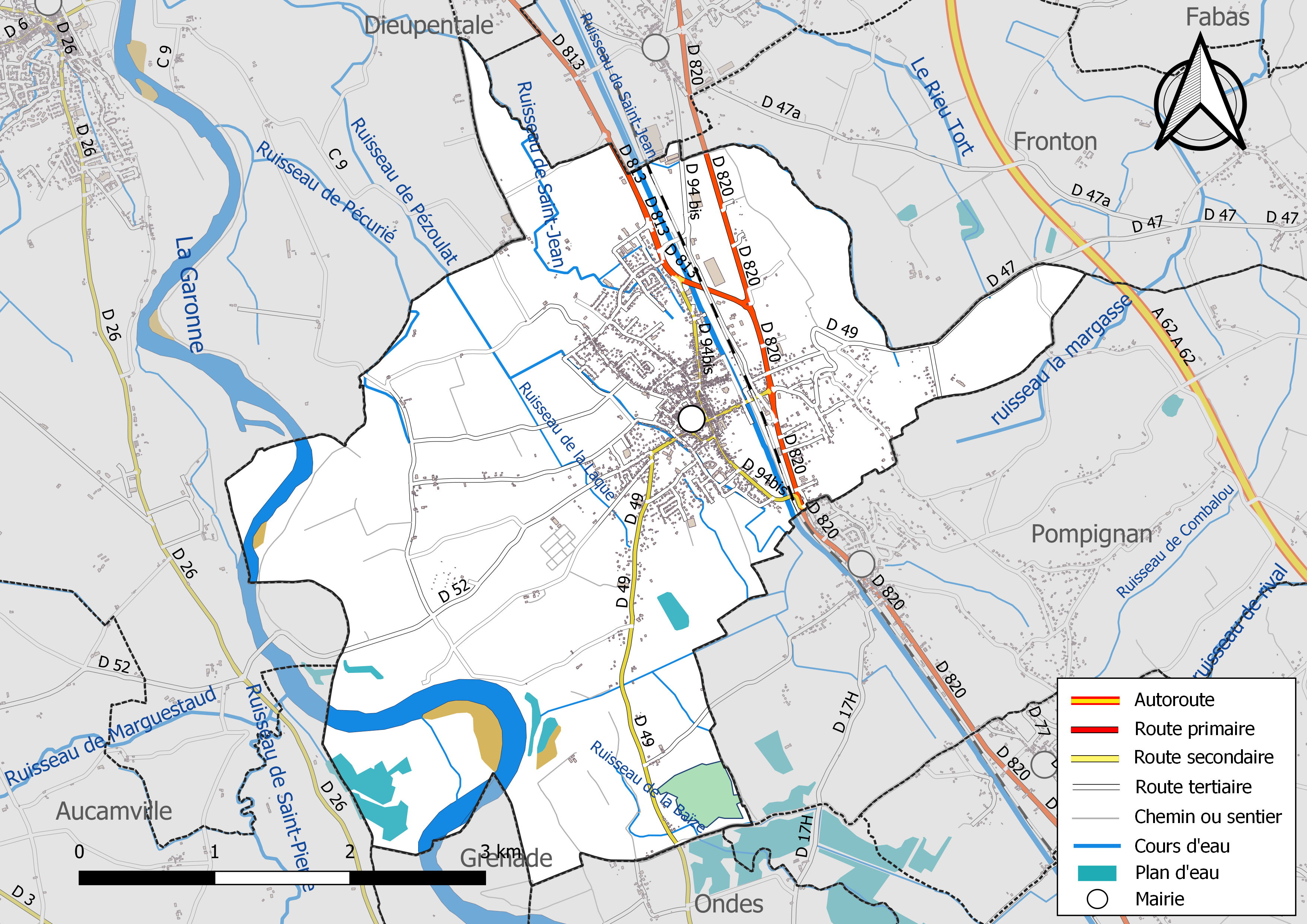
Réseaux hydrographique et routier de Grisolles.

### Climat
Pour des articles plus généraux, voir Climat de l'Occitanie et Climat de Tarn-et-Garonne.
En 2010, le climat de la commune est de type climat du Bassin du Sud-Ouest, selon une étude du Centre national de la recherche scientifique s'appuyant sur une série de données couvrant la période 1971-2000. En 2020, Météo-France publie une typologie des climats de la France métropolitaine dans laquelle la commune est exposée à un climat océanique altéré et est dans la région climatique Aquitaine, Gascogne, caractérisée par une pluviométrie abondante au printemps, modérée en automne, un faible ensoleillement au printemps, un été chaud (19,5 °C), des vents faibles, des brouillards fréquents en automne et en hiver et des orages fréquents en été (15 à 20 jours).
Pour la période 1971-2000, la température annuelle moyenne est de 13,1 °C, avec une amplitude thermique annuelle de 15,7 °C. Le cumul annuel moyen de précipitations est de 747 mm, avec 10 jours de précipitations en janvier et 5,8 jours en juillet. Pour la période 1991-2020, la température moyenne annuelle observée sur la station météorologique de Météo-France la plus proche, « Savenès_man », sur la commune de Savenès à 8 km à vol d'oiseau, est de 13,3 °C et le cumul annuel moyen de précipitations est de 705,4 mm. 
La température maximale relevée sur cette station est de 41 °C, atteinte le 27 juin 2019 ; la température minimale est de −14,5 °C, atteinte le 9 février 2012,,.
Les paramètres climatiques de la commune ont été estimés pour le milieu du siècle (2041-2070) selon différents scénarios d'émission de gaz à effet de serre à partir des nouvelles projections climatiques de référence DRIAS-2020. Ils sont consultables sur un site dédié publié par Météo-France en novembre 2022.

### Milieux naturels et biodiversité

#### Espaces protégés
La protection réglementaire est le mode d’intervention le plus fort pour préserver des espaces naturels remarquables et leur biodiversité associée,.
Quatre espaces protégés sont présents sur la commune : 
- le « bras mort de Grisolles », objet d'un arrêté de protection de biotope, d'une superficie de 5,9 ha[15] ;
- le « cours de la Garonne, de l'Aveyron, du Viaur et du Tarn », objet d'un arrêté de protection de biotope, d'une superficie de 1 262,3 ha[16] ;
- « Verdun Saint Pierre », objet d'un arrêté de protection de biotope, d'une superficie de 67,3 ha[17] ;
- le « Roselière de la Barraque », un terrain acquis (ou assimilé) par un conservatoire d'espaces naturels, d'une superficie de 4,5 ha[18].

#### Réseau Natura 2000

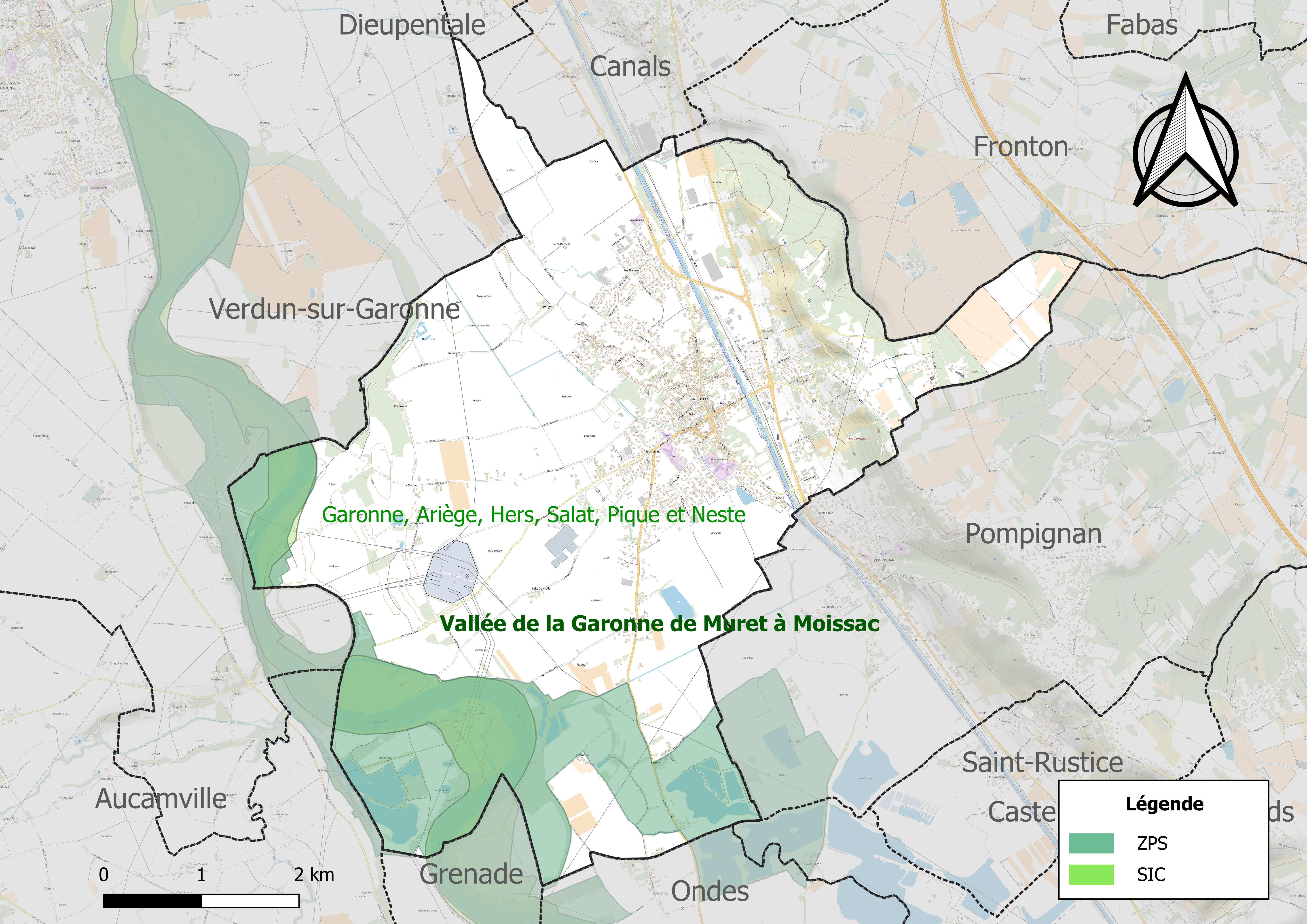
Site Natura 2000 sur le territoire communal.

Le réseau Natura 2000 est un réseau écologique européen de sites naturels d'intérêt écologique élaboré à partir des directives habitats et oiseaux, constitué de zones spéciales de conservation (ZSC) et de zones de protection spéciale (ZPS).
Un site Natura 2000 a été défini sur la commune au titre de la directive habitats :
- « Garonne, Ariège, Hers, Salat, Pique et Neste », d'une superficie de 9 581 ha, un réseau hydrographique pour les poissons migrateurs, avec des zones de frayères actives et potentielles importantes pour le Saumon en particulier qui fait l'objet d'alevinages réguliers et dont des adultes atteignent déjà Foix sur l'Ariège[21]

et un au titre de la directive oiseaux : 
- la « vallée de la Garonne de Muret à Moissac », d'une superficie de 4 493 ha, hébergeant une avifaune bien représentée en diversité, mais en effectifs limités (en particulier, baisse des populations de plusieurs espèces de hérons). Sept espèces de hérons y nichent, dont le héron pourpré, ainsi que le Milan noir (avec des effectifs importants), l'Aigle botté, le Petit gravelot, la Mouette mélanocéphale, la Sterne pierregarin et le Martin-pêcheur[22].

#### Zones naturelles d'intérêt écologique, faunistique et floristique
L’inventaire des zones naturelles d'intérêt écologique, faunistique et floristique (ZNIEFF) a pour objectif de réaliser une couverture des zones les plus intéressantes sur le plan écologique, essentiellement dans la perspective d’améliorer la connaissance du patrimoine naturel national et de fournir aux différents décideurs un outil d’aide à la prise en compte de l’environnement dans l’aménagement du territoire.
Une ZNIEFF de type 1 est recensée sur la commune :
« la Garonne de Montréjeau jusqu'à Lamagistère » (5 075 ha), couvrant 92 communes dont 63 dans la Haute-Garonne, trois en Lot-et-Garonne et 26 en Tarn-et-Garonne et une ZNIEFF de type 2, : 
« la Garonne et milieux riverains, en aval de Montréjeau » (6 874 ha), couvrant 93 communes dont 64 dans la Haute-Garonne, trois en Lot-et-Garonne et 26 en Tarn-et-Garonne.

Carte des ZNIEFF de type 1 et 2 à Grisolles.
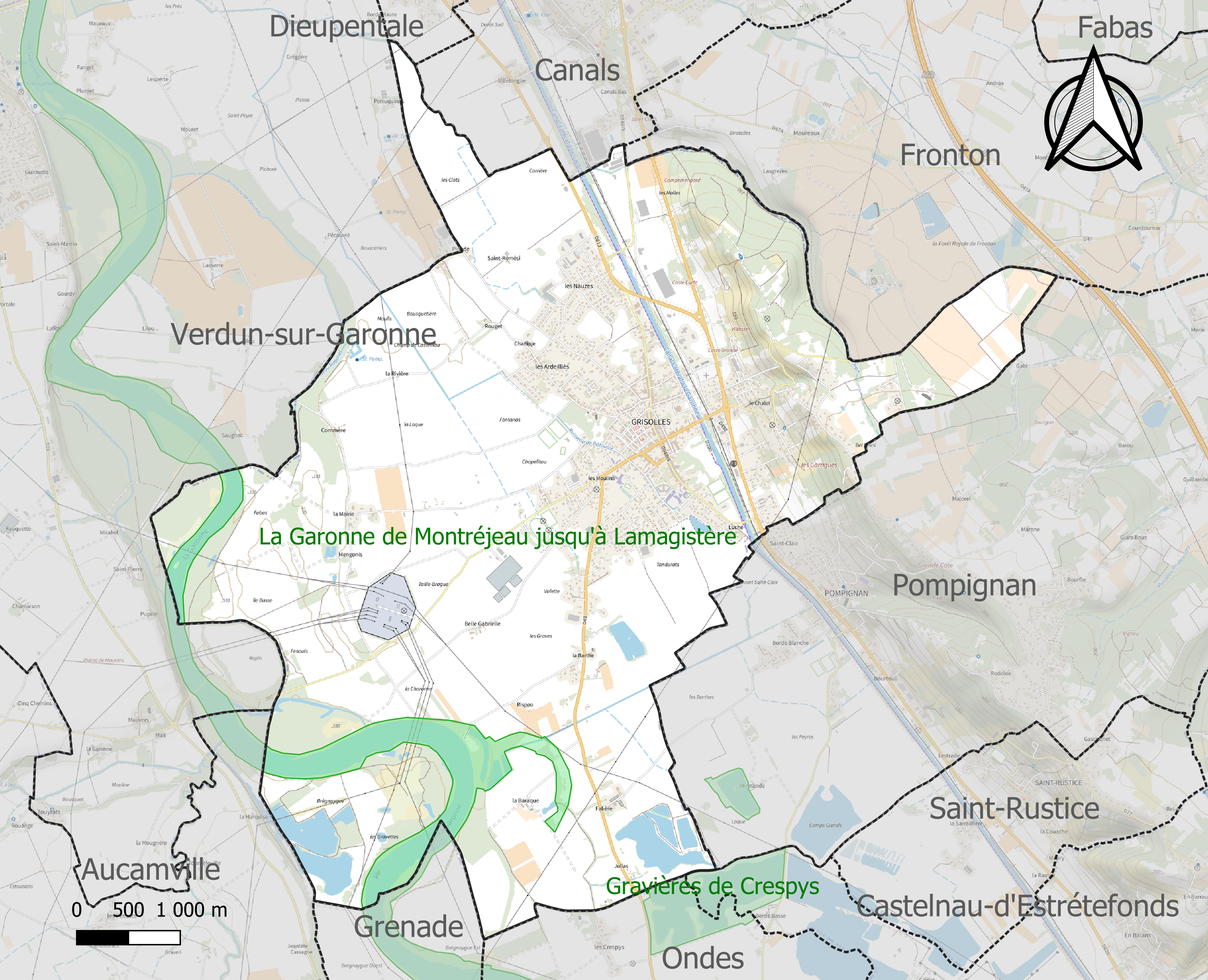
Carte de la ZNIEFF de type 1 sur la commune.
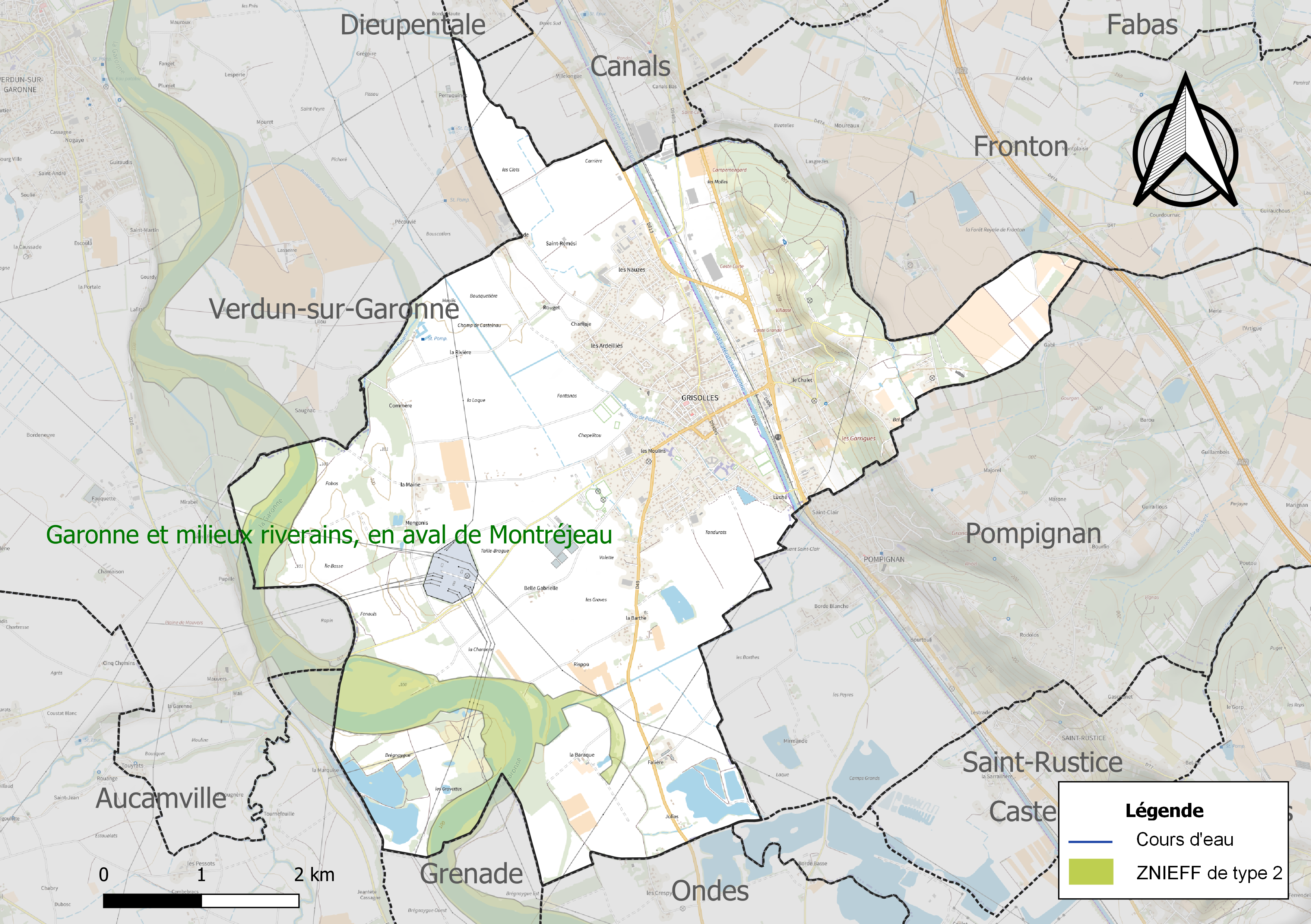
Carte de la ZNIEFF de type 2 sur la commune.

## Urbanisme

### Typologie
Au 1er janvier 2024, Grisolles est catégorisée bourg rural, selon la nouvelle grille communale de densité à sept niveaux définie par l'Insee en 2022.
Elle appartient à l'unité urbaine de Toulouse, une agglomération inter-départementale regroupant 81  communes, dont elle est une commune de la banlieue,,. Par ailleurs la commune fait partie de l'aire d'attraction de Toulouse, dont elle est une commune de la couronne,. Cette aire, qui regroupe 527 communes, est catégorisée dans les aires de 700 000 habitants ou plus (hors Paris),.

### Occupation des sols

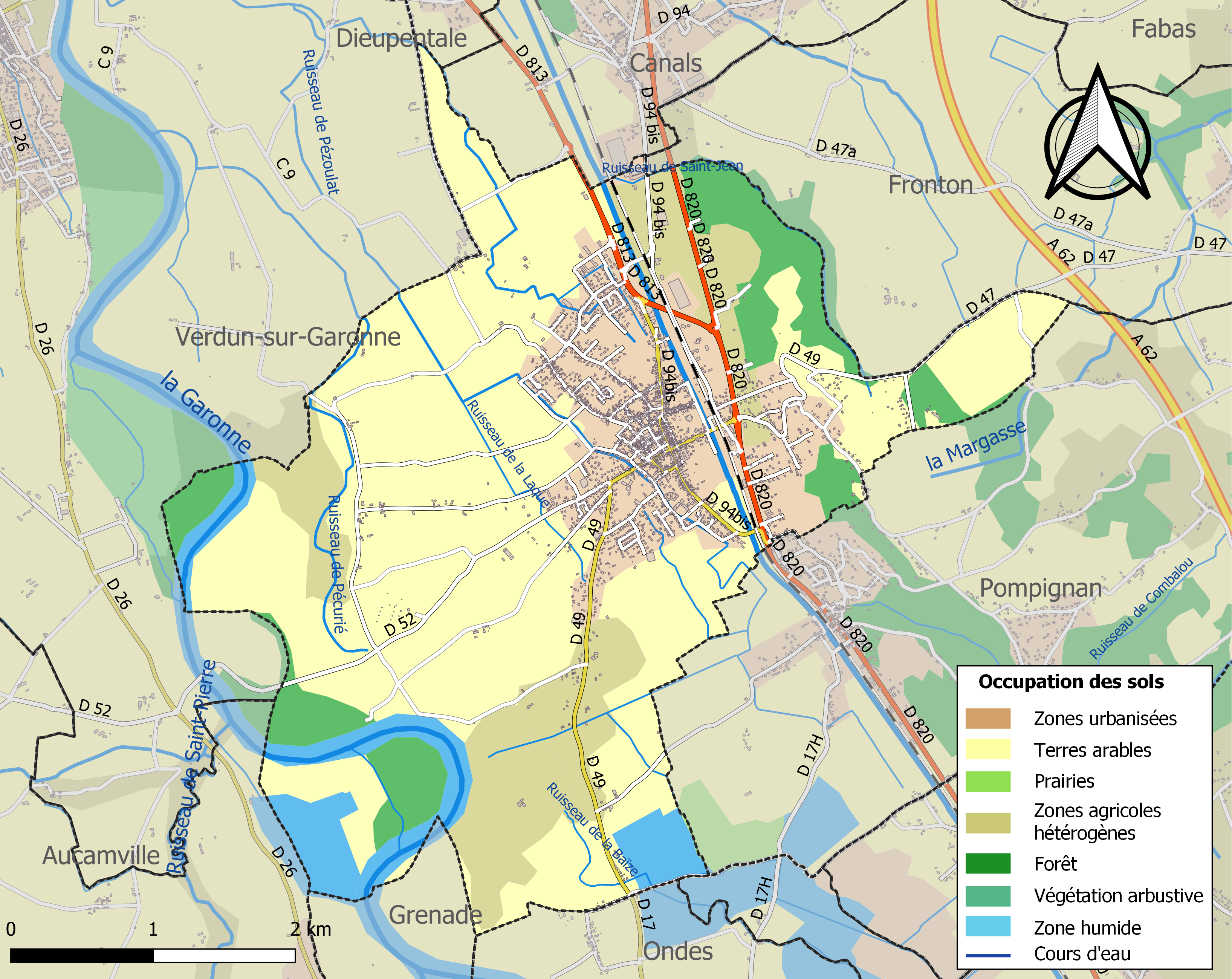
Carte des infrastructures et de l'occupation des sols de la commune en 2018 (CLC).

L'occupation des sols de la commune, telle qu'elle ressort de la base de données européenne d’occupation biophysique des sols Corine Land Cover (CLC), est marquée par l'importance des territoires agricoles (67,6 % en 2018), en diminution par rapport à 1990 (70,1 %). La répartition détaillée en 2018 est la suivante : 
terres arables (48,2 %), zones urbanisées (17,1 %), zones agricoles hétérogènes (14,2 %), forêts (8,9 %), eaux continentales (6,3 %), cultures permanentes (5,1 %). L'évolution de l’occupation des sols de la commune et de ses infrastructures peut être observée sur les différentes représentations cartographiques du territoire : la carte de Cassini (XVIIIe siècle), la carte d'état-major (1820-1866) et les cartes ou photos aériennes de l'IGN pour la période actuelle (1950 à aujourd'hui).

### Morphologie urbaine
Grisolles est une ville aux tuiles romaines caractéristiques du style méditerranéen.

### Logement
En 2009, le nombre total de logements dans la commune était de 1 615, alors qu'il était de 1 268 en 1999.
Parmi ces logements, 91,3 % étaient des résidences principales, 1,1 % des résidences secondaires et 7,6 % des logements vacants. Ces logements étaient pour 75,6 % d'entre eux des maisons individuelles et pour 24,0 % des appartements.
La proportion des résidences principales, propriétés de leurs occupants était de 63,6 %, stable par rapport à 1999 (63,0 %). La part de logements HLM loués vides (logements sociaux) était de 4,2 %, stable par rapport à 1999 (4,1 %).

### Projets d'aménagements
Ligne à grande vitesse Bordeaux-Toulouse.

### Voies de communication et transports
L'accès routier à la commune est assuré par la RD 813 (ex-RN 113) et par la RD 820 (ex-RN 20). Un service de bus des Courriers de la Garonne assure la liaison avec Toulouse et Montauban.
La gare de Grisolles est desservie par les trains TER Occitanie qui assurent des missions entre les gares de Brive-la-Gaillarde à Toulouse et de Montauban à Toulouse.
La ligne 377 du réseau liO Arc-en-Ciel relie la commune à la gare routière de Toulouse, et la ligne 848 du réseau liO relie la commune à Toulouse et à Montauban.

### Risques majeurs
Le territoire de la commune de Grisolles est vulnérable à différents aléas naturels : météorologiques (tempête, orage, neige, grand froid, canicule ou sécheresse), inondations, mouvements de terrains et séisme (sismicité très faible). Il est également exposé à trois risques technologiques,  le transport de matières dangereuses et  le risque industriel et la rupture d'un barrage. Un site publié par le BRGM permet d'évaluer simplement et rapidement les risques d'un bien localisé soit par son adresse soit par le numéro de sa parcelle.

#### Risques naturels
Certaines parties du territoire communal sont susceptibles d’être affectées par le risque d’inondation par débordement de cours d'eau, notamment la Garonne et le canal latéral à la Garonne. La cartographie des zones inondables en ex-Midi-Pyrénées réalisée dans le cadre du XIe Contrat de plan État-région, visant à informer les citoyens et les décideurs sur le risque d’inondation, est accessible sur le site de la DREAL Occitanie. La commune a été reconnue en état de catastrophe naturelle au titre des dommages causés par les inondations et coulées de boue survenues en 1982, 1993, 1999, 2000 et 2017,.
Grisolles est exposée au risque de feu de forêt. Le département de Tarn-et-Garonne présentant toutefois globalement un niveau d’aléa moyen à faible très localisé, aucun Plan départemental de protection des forêts contre les risques d’incendie de forêt (PFCIF) n'a été élaboré. Le débroussaillement aux abords des maisons constitue l’une des meilleures protections pour les particuliers contre le feu,.

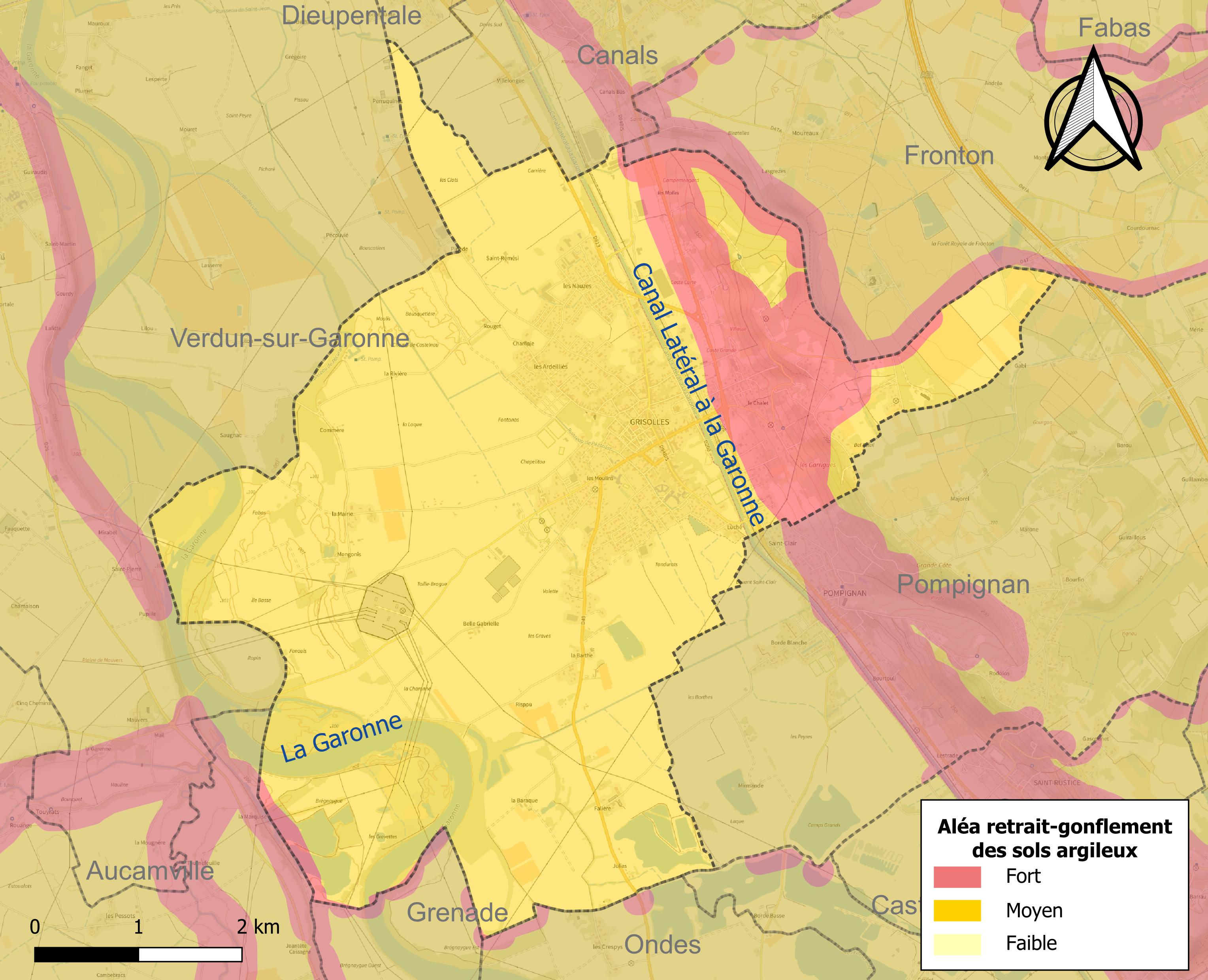
Carte des zones d'aléa retrait-gonflement des sols argileux de Grisolles.

Les mouvements de terrains susceptibles de se produire sur la commune sont des tassements différentiels.
Le retrait-gonflement des sols argileux est susceptible d'engendrer des dommages importants aux bâtiments en cas d’alternance de périodes de sécheresse et de pluie. La totalité de la commune est en aléa moyen ou fort (92 % au niveau départemental et 48,5 % au niveau national). Sur les 1 440 bâtiments dénombrés sur la commune en 2019, 1 440 sont en aléa moyen ou fort, soit 100 %, à comparer aux 96 % au niveau départemental et 54 % au niveau national. Une cartographie de l'exposition du territoire national au retrait gonflement des sols argileux est disponible sur le site du BRGM,.
Par ailleurs, afin de mieux appréhender le risque d’affaissement de terrain, l'inventaire national des cavités souterraines permet de localiser celles situées sur la commune.
Concernant les mouvements de terrains, la commune a été reconnue en état de catastrophe naturelle au titre des dommages causés par la sécheresse en 1989, 1991, 1998, 2002, 2003, 2006, 2008, 2011, 2012 et 2016 et par des mouvements de terrain en 1999.

#### Risques technologiques
La commune est exposée au risque industriel du fait de la présence sur son territoire d'une entreprise soumise à la directive européenne SEVESO.
Le risque de transport de matières dangereuses sur la commune est lié à sa traversée par des infrastructures routières ou ferroviaires importantes ou la présence d'une canalisation de transport d'hydrocarbures. Un accident se produisant sur de telles infrastructures est susceptible d’avoir des effets graves sur les biens, les personnes ou l'environnement, selon la nature du matériau transporté. Des dispositions d’urbanisme peuvent être préconisées en conséquence.
La commune est en outre située en aval barrage de la Ganguise, un ouvrage de classe A situé dans le département de l'Aude sur la rivière Hers-Mort et disposant d'une retenue de 44,6 millions de mètres cubes. À ce titre elle est susceptible d’être touchée par l’onde de submersion consécutive à la rupture d'un de ces ouvrages.

## Toponymie
Le village s'appelait à l'origine Ecclesiola, du latin « Petite église »

## Histoire

### Histoire de la commune
Habité dès la Préhistoire, le territoire de Grisolles a dû, au fil des siècles, faire face à de nombreuses invasions. Dès la fin du IIe siècle avant notre ère les Volques Tectosages furent soumis par les Romains. Entre le Ve et le VIIIe siècle, il s'est vu occupé successivement par les Francs, les Sarrasins, les Normands et les Hongrois
Au Moyen Âge, Grisolles faisait partie des possessions de l'abbaye de Saint-Sernin de Toulouse. Le nom du village apparaît pour la première fois en 844 dans un document qui liste les 128 communautés villageoises dépendant de Saint-Sernin. Par traité en 1155, en accord avec le comte Raymond V de Toulouse, l'abbaye décide d'y construire un château fort. Celui-ci fut, sous la Révolution, vendu comme bien national, acheté ensuite par la commune et démoli en 1861, car complètement en ruine, Grisolles n'ayant pas échappé aux guerres de Religion des XVIe et XVIIe siècles.
Un hôpital est attesté à Grisolles en 1437 et en 1571 ; il fut détruit en 1587 pendant les guerres de Religion et un autre hôpital est mentionné en 1632. À la Révolution, les droits seigneuriaux ayant été abolis les finances de l'hôpital périclitent sous l'administration du bureau de bienfaisance nouvellement créé.
Lors de la division de la France en départements en 1789, Grisolles devient chef-lieu de canton de la Haute-Garonne.
Le 2 novembre 1808 par « Sénatus-consulte », l'empereur Napoléon 1er décida de former le département de Tarn-et-Garonne et y rattacha le canton de Grisolles.
À partir de 1856, on assiste à la naissance et au développement de l'industrie du balai de paille de sorgho. La production de paille s'avérant insuffisante, il fallut en importer d'Italie, de Hongrie et du Maroc. Après la guerre, un nouvel essor eut lieu : il ne reste aujourd'hui à Grisolles qu'une toute petite entreprise dans ce secteur.
Le 8 novembre 1908, le train rapide 122 de la compagnie des chemins de fer du Midi, roulant en direction de Sète, déraille à Grisolles à la suite d'une rupture de rail. Le wagon postal s’encastre dans la pile du pont qui enjambe la voie et le canal suivi des wagons de 3e classe. L'accident de Grisolles fait 10 morts, tous réservistes, surtout au 7e régiment de génie, et 22 blessés.

### Grisolles capitale du balai de Sorgho
Les balais paysans de sorgho vendus sur les marchés entre Montauban et Toulouse sont mentionnés dès les XVIIe – XVIIIe siècles. En favorisant les échanges de biens et de personnes, l’arrivée le 24 juillet 1856 du chemin de fer à Grisolles sera l’initiatrice de la mise en place d’une véritable industrie du balai de sorgho. La forme actuelle du balai, élégante et solide, est attribuée à Pascal-Jacques Peyrebrune régisseur de la poste aux chevaux qui fut obligé d’effectuer une reconversion professionnelle à l’arrivée du chemin de fer. D’une forme cylindrique avec cerclage en osier tressé, il fit passer le balai à sa forme ovale avec un maintien des pailles par cordonnage. Dès 1859 la production de balais passe d’un mode purement artisanal-familial à un mode plus « industriel » avec la création d’ateliers de fabrication. La production locale de sorgho s’avère rapidement insuffisante pour faire face au démarrage rapide de cette nouvelle activité et l’importation du matériau s’avère nécessaire. Au plus fort de l’activité les importations se feront du monde entier, les plus belles pailles provenant d’Italie ou de Hongrie servent au parement des balais de luxe appelés « américain ».
- La production de balais de Sorgho à Grisolles a duré un siècle et demi de 1850 à 1998. Suivant les périodes, après 1918, On a compté entre 15  et 20 ateliers avec un total de 400 ouvriers environ produisant jusqu’à 6000 balais par jour.
- Grisolles, au plus fort de la production, expédie des balais dans toute la France et jusqu’en Angleterre par Le Havre.
Monsieur Jean-Marc Coulom est le dernier fabricant de balais encore en activité à Grisolles (août 2016).

#### Étapes de fabrication du balai de sorgho
- Préparation des pailles. Les pailles de sorgho sont d’abord débarrassées de leurs graines, puis elles sont soumises à une exposition de 2-3 jours à des vapeurs de soufre qui en assurent l’asepsie et la conservation. Ce soufrage est responsable de la belle couleur jaune des balais de sorgho. Pour finir les pailles sont triées par taille.
- Les manches . Les manches des balais sont tournés pour la plupart dans du bois de pin venu des Landes pour assurer leur tenue à la déformation et à la rupture lors des travaux de balayage.
- La préparation des faisceaux. Les pailles et des tiges plus épaisses de sorgho (culots) qui donnent du corps au balai sont fixées à une extrémité du manche à l’aide d’un fil de fer enroulé. Ce travail est essentiellement fourni par des ouvrières à domicile ou en atelier.
- La mise en forme. Le faisceau des balais est mis sous sa forme plate caractéristique par un travail de cordonnage pendant lequel de la corde est cousue à l’aiguille à travers la paille.
- Les finitions. La longueur des pailles est égalisée, du vernis coloré est appliqué à la limite des pailles côté manche et enfin l’étiquette de l’atelier de fabrication est collée avant l’emballage.

### Chronologie des faits historiques
- 844 : première citation du nom.
- 1808 25 juillet : de retour d'Espagne l'empereur Napoléon Ier s'arrêta à Grisolles.
- 1814 1er février : libéré de sa captivité à Fontainebleau, le pape Pie VII fit escale à Grisolles et coucha chez M. Maubisson, 1 rue Adrien Hebrard.
- 1854 24 juillet : arrivée du chemin de fer à Grisolles.
- 1859 Pascal-Jacques Peyrebrune lance le balai de sorgho de grisolles dans sa forme esthétique actuelle.
- 1891 19 mai : le président de la République, Sadi Carnot s'arrêta en gare de Grisolles.
- 1903 : Jean Dargassies arrive 11e du premier Tour de France.
- 1904 : Jean Dargassies arrive 4e du deuxième Tour de France.
- 1908 8 novembre : accident ferroviaire.
- 1944 6 mai : déportation de 14 Grisollais.
- 1959 : le général de Gaulle, président de la République s'arrêta à Grisolles.

## Politique et administration

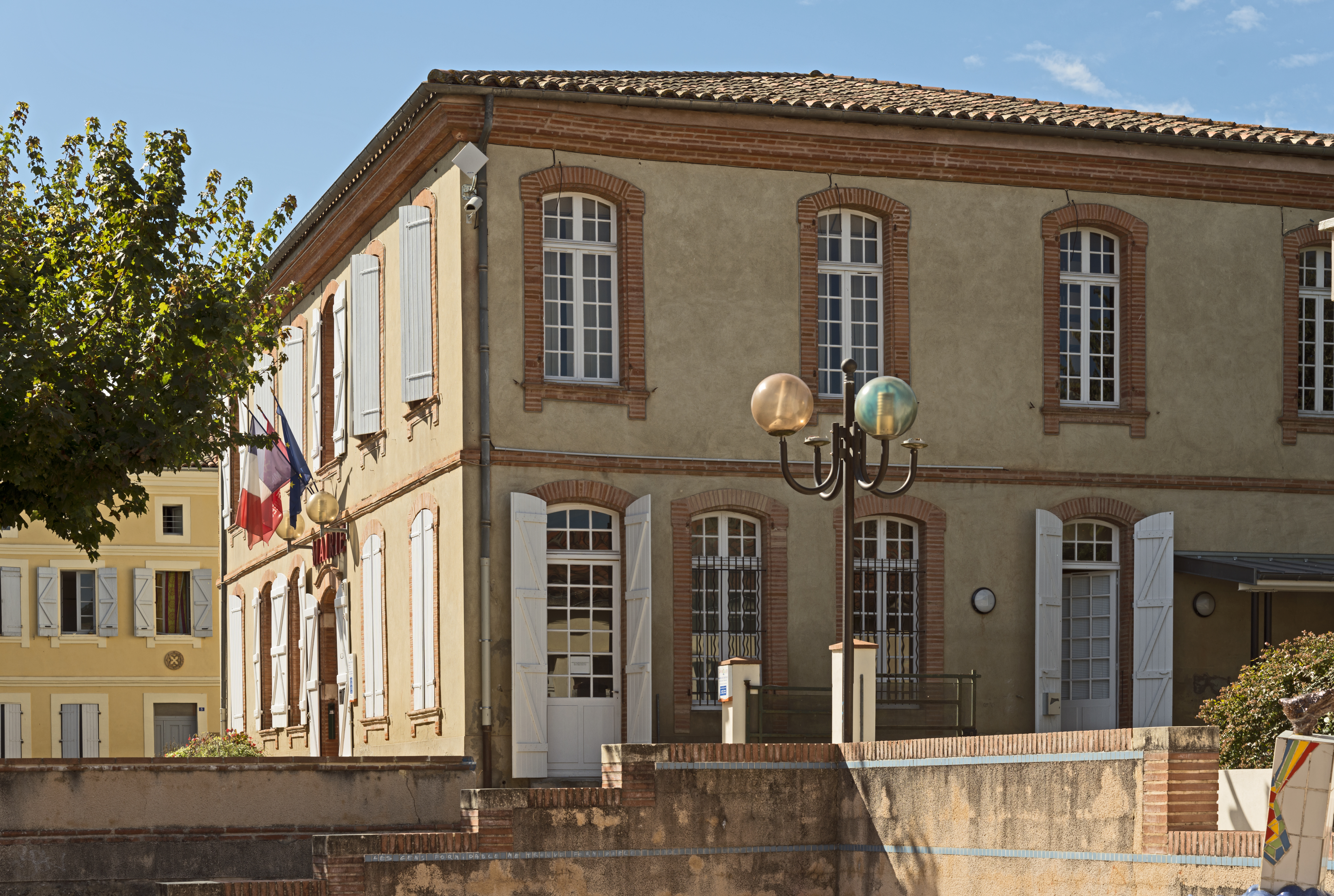
La mairie.
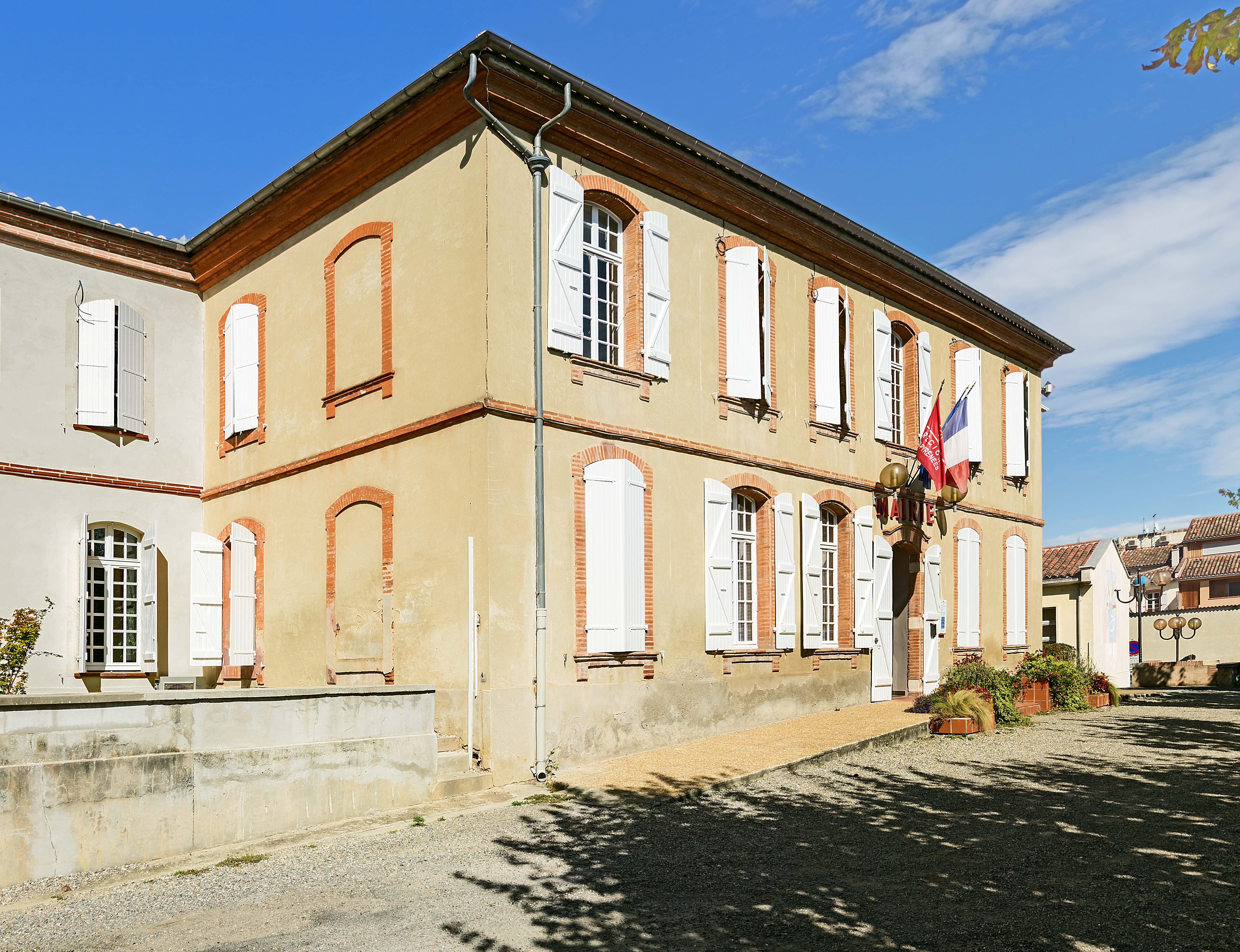

### Administration municipale
Le nombre d'habitants au recensement de 2011 était de 3 500 habitants et de 4 999 habitants au dernier recensement ; le nombre de membres du conseil municipal est de vingt sept,.

### Rattachements administratifs et électoraux
La commune fait partie de la deuxième circonscription de Tarn-et-Garonne de la communauté de communes Grand Sud Tarn-et-Garonne et du canton de Verdun-sur-Garonne (avant le redécoupage départemental de 2014, Grisolles était le chef-lieu de l'ex-canton de Grisolles).

### Liste des maires
| Période                                  | Période   | Identité                  | Étiquette     | Qualité |
| ---------------------------------------- | --------- | ------------------------- | ------------- | --- |
| 1793                                     | 1794      | Jacques LEBRARD           |               | |
| 1794                                     | 1794      | Louis BOURGUIGNON         |               | |
| 1794                                     | 1795      | Etienne VEDEL             |               | |
| 1795                                     | 1795      | Pierre CHAIGNAY           |               | |
| 1795                                     | 1798      | Pierre MAJOREL            |               | |
| 1799                                     | 1802      | Bernard JAMET             |               | |
| 1802                                     | 1808      | François BOUR             |               | |
| 1808                                     | 1810      | Joseph BERTRAND           |               | |
| 1810                                     | 1811      | Antoine BRISSE            |               | |
| 1811                                     | 1813      | Etienne VEDEL             |               | |
| 1813                                     | 1815      | Joseph DE BOUSSAC         |               | |
| 1815                                     | 1821      | Vital Marie DE MANAS      |               | |
| 1821                                     | 1822      | Jean LOUIS                |               | |
| 1822                                     | 1830      | Pierre François FAUGERE   |               | |
| 1830                                     | 1831      | Charles TIMBOT-LAGRAVE    |               | |
| 1831                                     | 1846      | Pierre François FAUGERE   |               | |
| 1846                                     | 1847      | François HEBRARD          |               | |
| 1847                                     | 1850      | Pierre François FAUGERE   |               | |
| 1850                                     | 1853      | Antoine ESQUIROL          |               | |
| 1853                                     | 1854      | Jean Pascal CARRIERE      |               | |
| 1854                                     | 1870      | Bernard Géraud SEIGNOURET |               | |
| 1870                                     | 1871      | Auguste MASSOL            |               | |
| 1871                                     | 1878      | Bernard Géraud SEIGNOURET |               | |
| 1878                                     | 188       | Joseph GAILLARD           |               | |
| 1880                                     | 1888      | Jules REDON               |               | |
| 1888                                     | 1903      | Bernard MARCEILLAC        |               | |
| 1903                                     | 1919      | Jean SAJOUS               |               | |
| 1919                                     | 1929      | Armand VERNHES            |               | |
| mai 1929                                 | 1959      | Joseph MARCEILLAC         | Rad.          | Conseiller général du canton de Grisolles (1945 → 1961)                                                                               |
| mars 1959                                | 1975      | Jean LACAZE               | Rad. puis MRG | Pharmacien Sénateur de Tarn-et-Garonne (1952 → 1975) Conseiller général du canton de Grisolles (1961 → 1973)                          |
| 1975                                     | mars 1983 | Georges ROUZIES           | DVG           | |
| mars 1983                                | juin 1995 | Maurice MONDOULET         | SE            | |
| juin 1995                                | mars 2008 | Jean-Pierre Lacourt       | PS            | |
| mars 2008                                | juin 2020 | Patrick Marty             | PS            | Ingénieur Conseiller général du canton de Grisolles (2011 → 2015) 3e vice-président de la CC Grand Sud Tarn-et-Garonne (2017 → 2020 ) |
| juin 2020                                | En cours  | Serge Castella            | DVC           | |
| Les données manquantes sont à compléter. |           |                           |               | |

### Jumelages
Au 13 octobre 2013, Grisolles n'est jumelée avec aucune commune.

## Population et société

### Démographie
L'évolution du nombre d'habitants est connue à travers les recensements de la population effectués dans la commune depuis 1793. Pour les communes de moins de 10 000 habitants, une enquête de recensement portant sur toute la population est réalisée tous les cinq ans, les populations de référence des années intermédiaires étant quant à elles estimées par interpolation ou extrapolation. Pour la commune, le premier recensement exhaustif entrant dans le cadre du nouveau dispositif a été réalisé en 2006.

En 2022, la commune comptait 4 206 habitants, en évolution de +3,7 % par rapport à 2016 (Tarn-et-Garonne : +3,12 %, France hors Mayotte : +2,11 %).
| 1793  | 1800  | 1806  | 1821  | 1831  | 1836  | 1841  | 1846  | 1851  |
| ----- | ----- | ----- | ----- | ----- | ----- | ----- | ----- | ----- |
| 1 700 | 1 966 | 2 030 | 1 976 | 2 091 | 2 122 | 2 017 | 2 019 | 2 051 |

| 1856  | 1861  | 1866  | 1872  | 1876  | 1881  | 1886  | 1891  | 1896  |
| ----- | ----- | ----- | ----- | ----- | ----- | ----- | ----- | ----- |
| 2 130 | 2 116 | 2 020 | 2 007 | 2 046 | 2 023 | 2 132 | 2 037 | 2 127 |

| 1901  | 1906  | 1911  | 1921  | 1926  | 1931  | 1936  | 1946  | 1954  |
| ----- | ----- | ----- | ----- | ----- | ----- | ----- | ----- | ----- |
| 2 050 | 2 028 | 1 936 | 1 778 | 1 782 | 1 743 | 1 809 | 1 647 | 1 781 |

| 1962  | 1968  | 1975  | 1982  | 1990  | 1999  | 2006  | 2011  | 2016  |
| ----- | ----- | ----- | ----- | ----- | ----- | ----- | ----- | ----- |
| 1 883 | 2 126 | 2 349 | 2 619 | 2 772 | 2 917 | 3 157 | 3 779 | 4 056 |

| 2021  | 2022  | - | - | - | - | - | - | - |
| ----- | ----- | - | - | - | - | - | - | - |
| 4 197 | 4 206 | - | - | - | - | - | - | - |

| selon la population municipale des années : | 1968 | 1975 | 1982 | 1990 | 1999 | 2006 | 2009 | 2013 |
| Rang de la commune dans le département      | 11   | 11   | 10   | 10   | 11   | 13   | 12   | 9    |
| Nombre de communes du département           | 195  | 195  | 195  | 195  | 195  | 195  | 195  | 195  |

### Économie
- Viticulture : la commune fait partie du Fronton (AOC).
- Agriculture générale basée sur la culture de céréales (maïs, blé, tournesol...), spécialité de production de semences de céréales (groupe Syngenta). Développement de cultures sous serres. maraîchage limité.
- La création de zones résidentielles liées à la proximité de l'agglomération toulousaine puisque étant dans son aire urbaine prend une importance grandissante dans l'économie de Grisolles.
- Transport : une importante entreprise de transport est basée sur le ban de la commune.
- La commune dispose des principaux commerces de proximité.

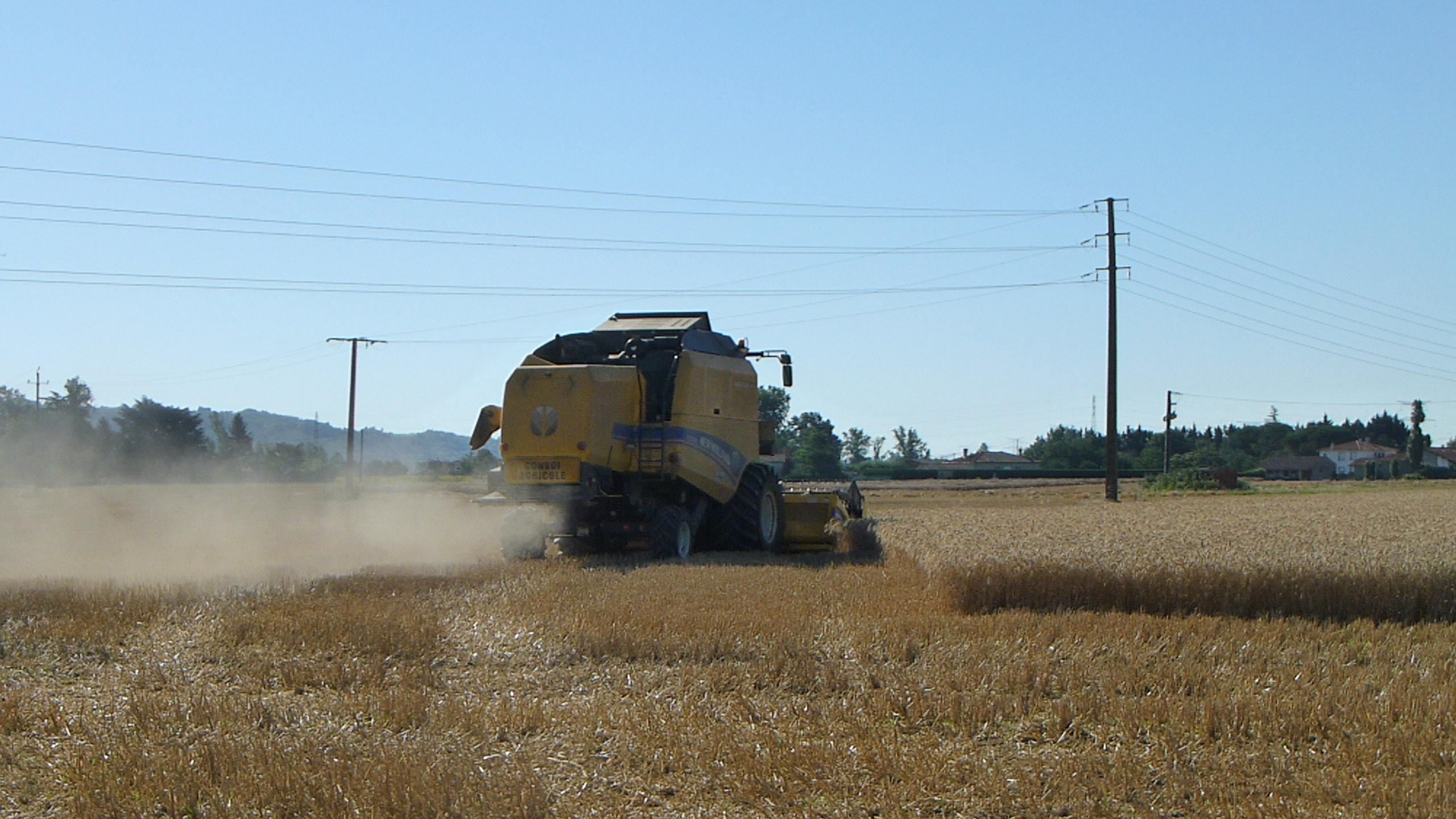
Moisson
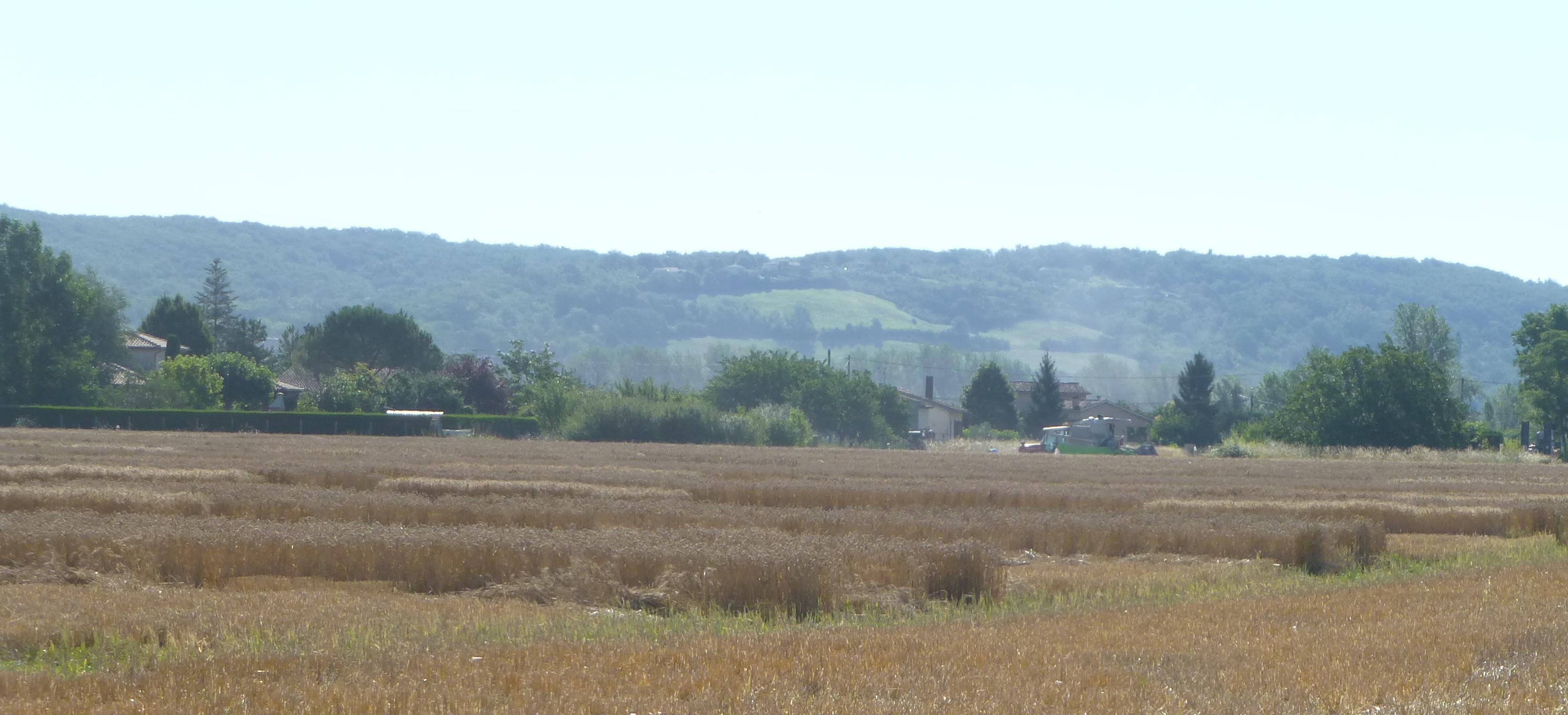
Culture de semences

### Enseignement
Grisolles fait partie de l'académie de Toulouse.
L'éducation est assurée sur la commune par l'école maternelle (le Pré-Vert), l'école primaire (le Grand-Cèdre) jusqu'au collège Jean-Lacaze.

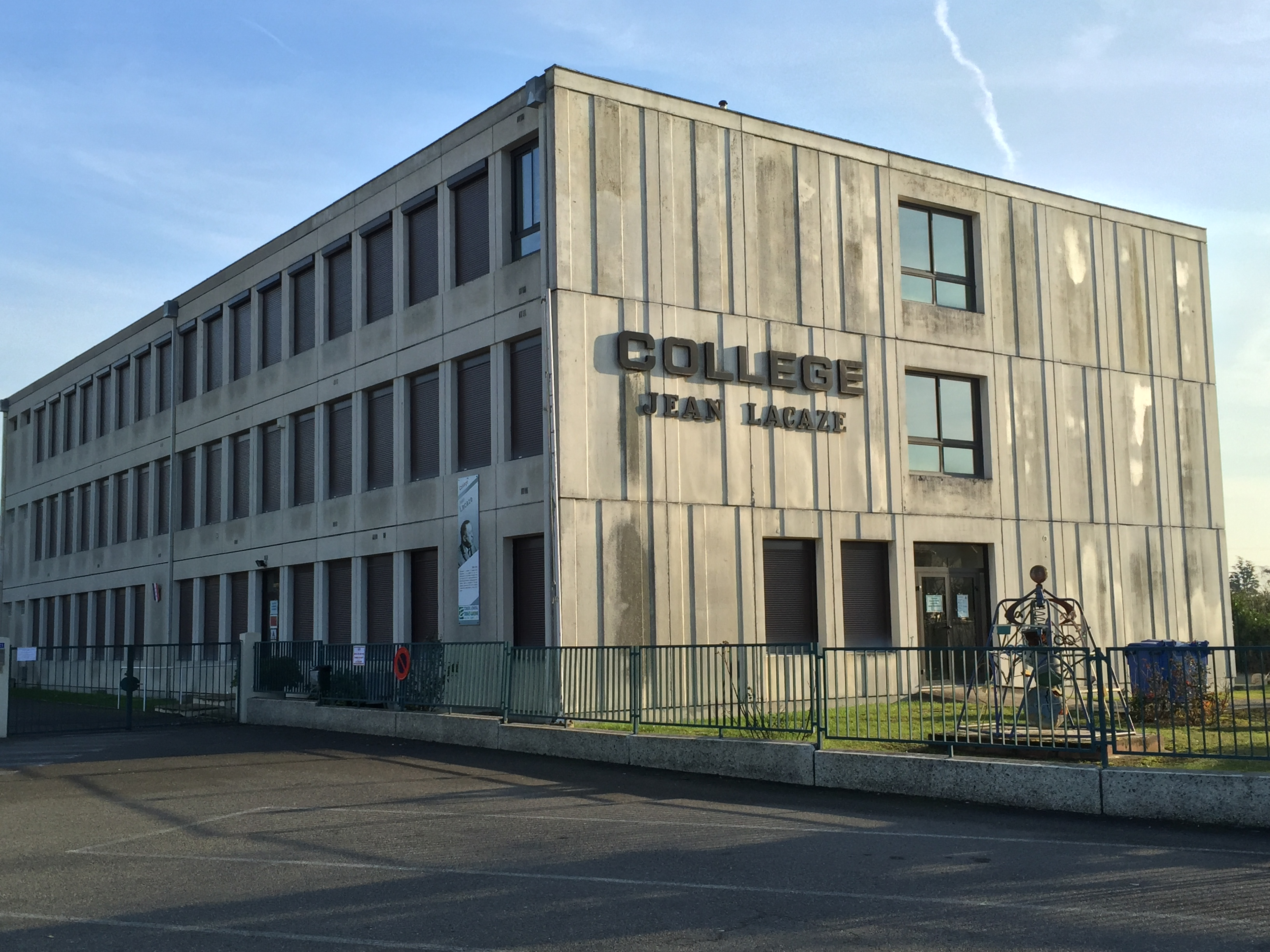
Le collège Jean-Lacaze à Grisolles.
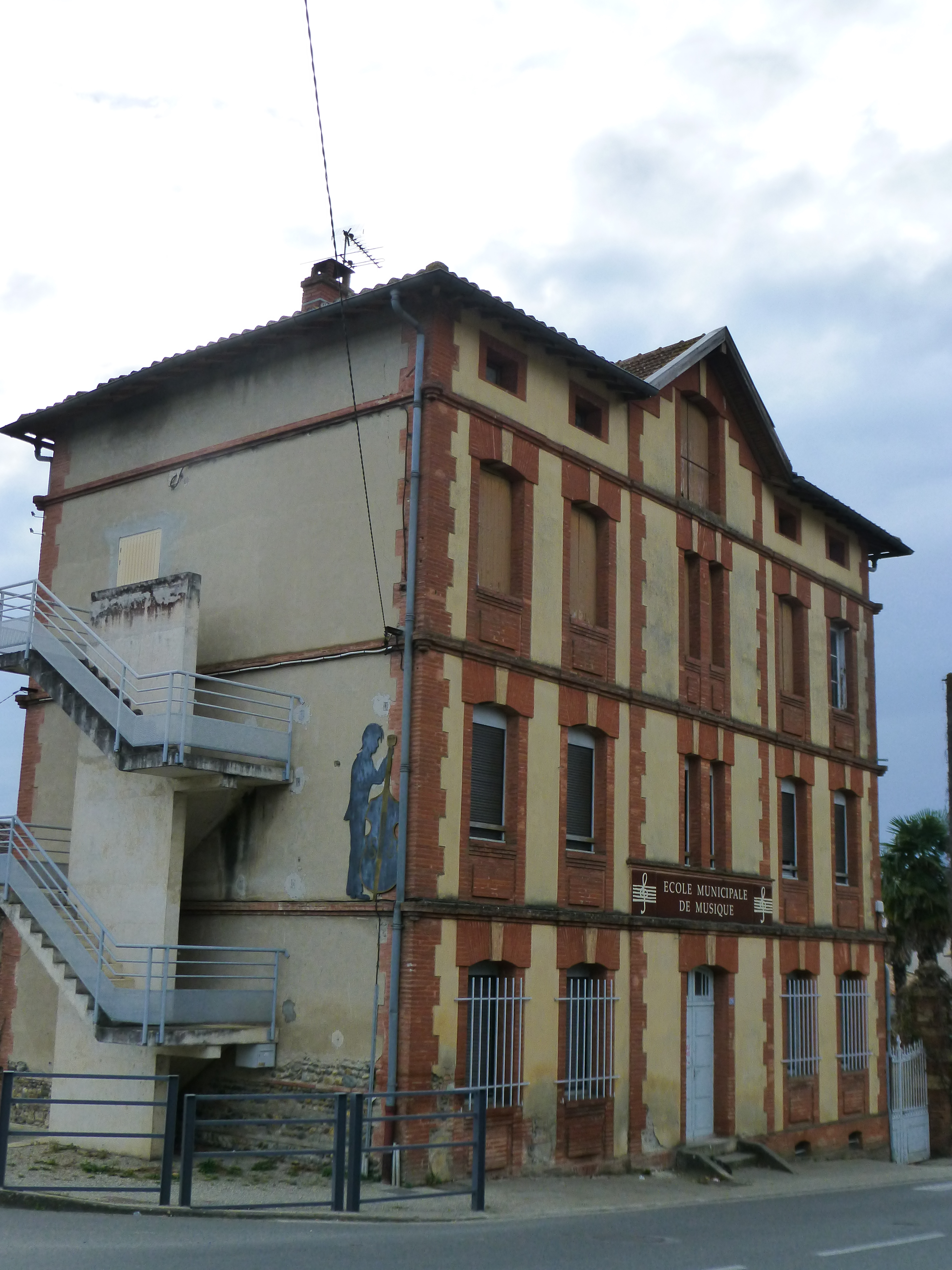
École de musique de Grisolles.

### Manifestations culturelles et festivités
- Le festival annuel de Jazz, week-end doux[63].
- Fête locale le week-end précédent la fête nationale.
- Marché fermier le dimanche matin et marché de plein vent le mercredi matin[64].

### Santé
La commune possède un centre communal d'action sociale, une maison de retraite, un laboratoire d'analyse médicale, des infirmiers, des médecins généralistes, des sages-femmes, une pharmacie, des vétérinaires...

### Social

#### Association
- La Croix-Rouge depuis au moins 2012 distribue notamment des colis alimentaires et gère un vestiaire. Depuis décembre 2020, l'antenne locale est au 10 place du parvis[66], précédemment elle était au 7 rue Darnaud-Bernard[67].

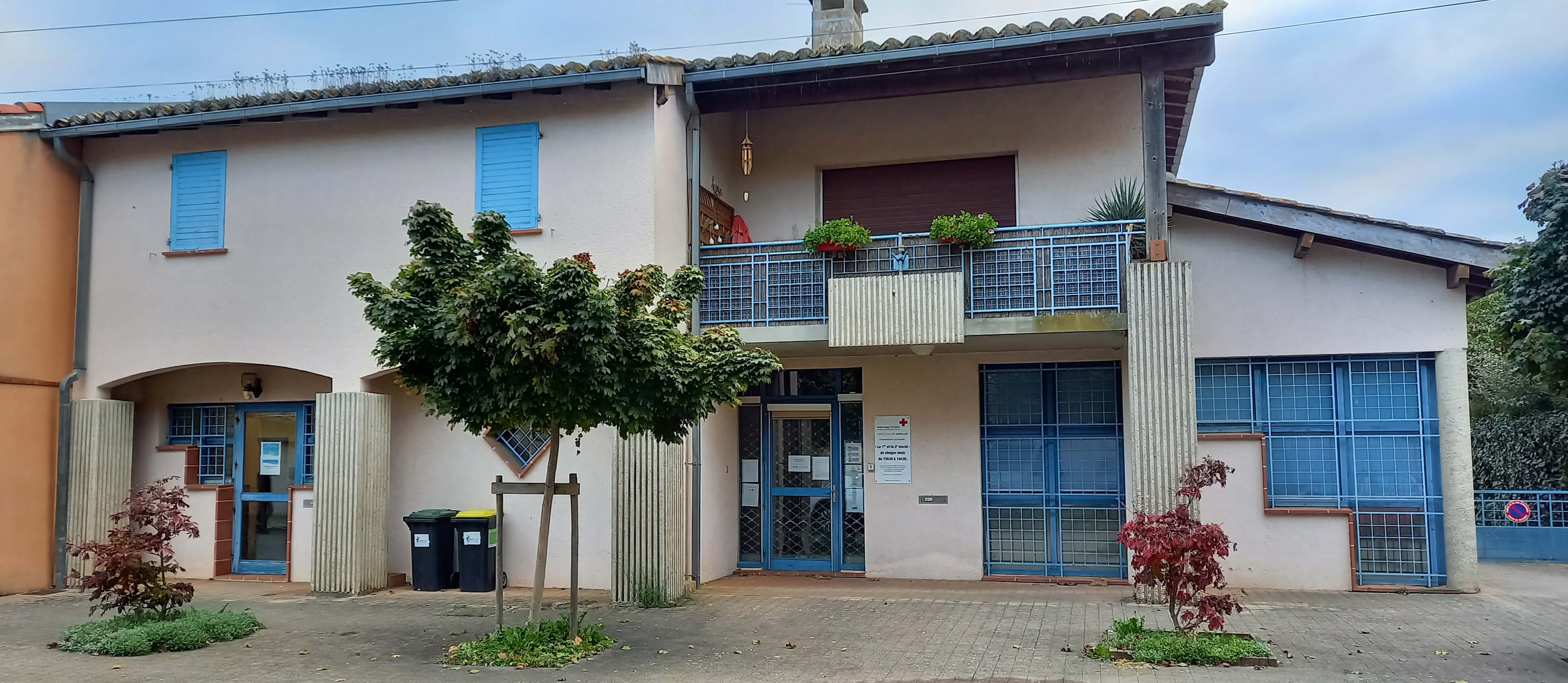
10 place du parvis
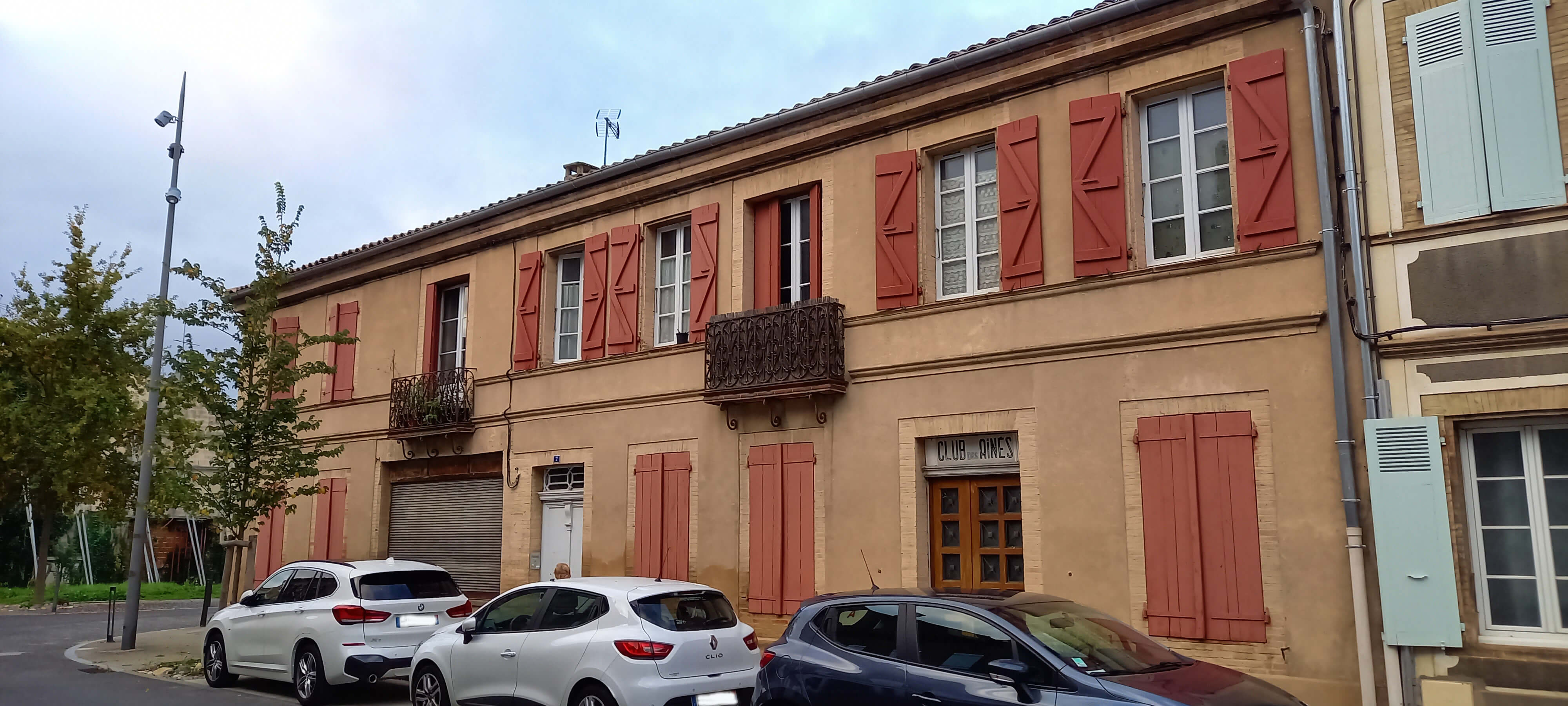
7 rue Darnaud-Bernard

### Sports
Clubs de tennis, de football, d'aviron, d'escrime, de judo, de cyclotourisme, de pétanque, basket-ball ...

### Culture
Atelier de danse, arts plastiques, aéromodélisme...
Street-Art
Exemple de street art sur le poste de transformation P20 Canal-Grisolles. " Les Abeilles sauvages "

### Cultes
Messe dominicale tous les samedis à 18 h 30.

### Écologie et recyclage
La collecte et le traitement des déchets des ménages et des déchets assimilés ainsi que la protection et la mise en valeur de l'environnement se font dans le cadre du SIEEOM Grisolles-Verdun.
- Site de Mauvers-Les Bordes zone humide du lit de Garonne de 26 hectares d'une grande diversité de faune et de flore[69].

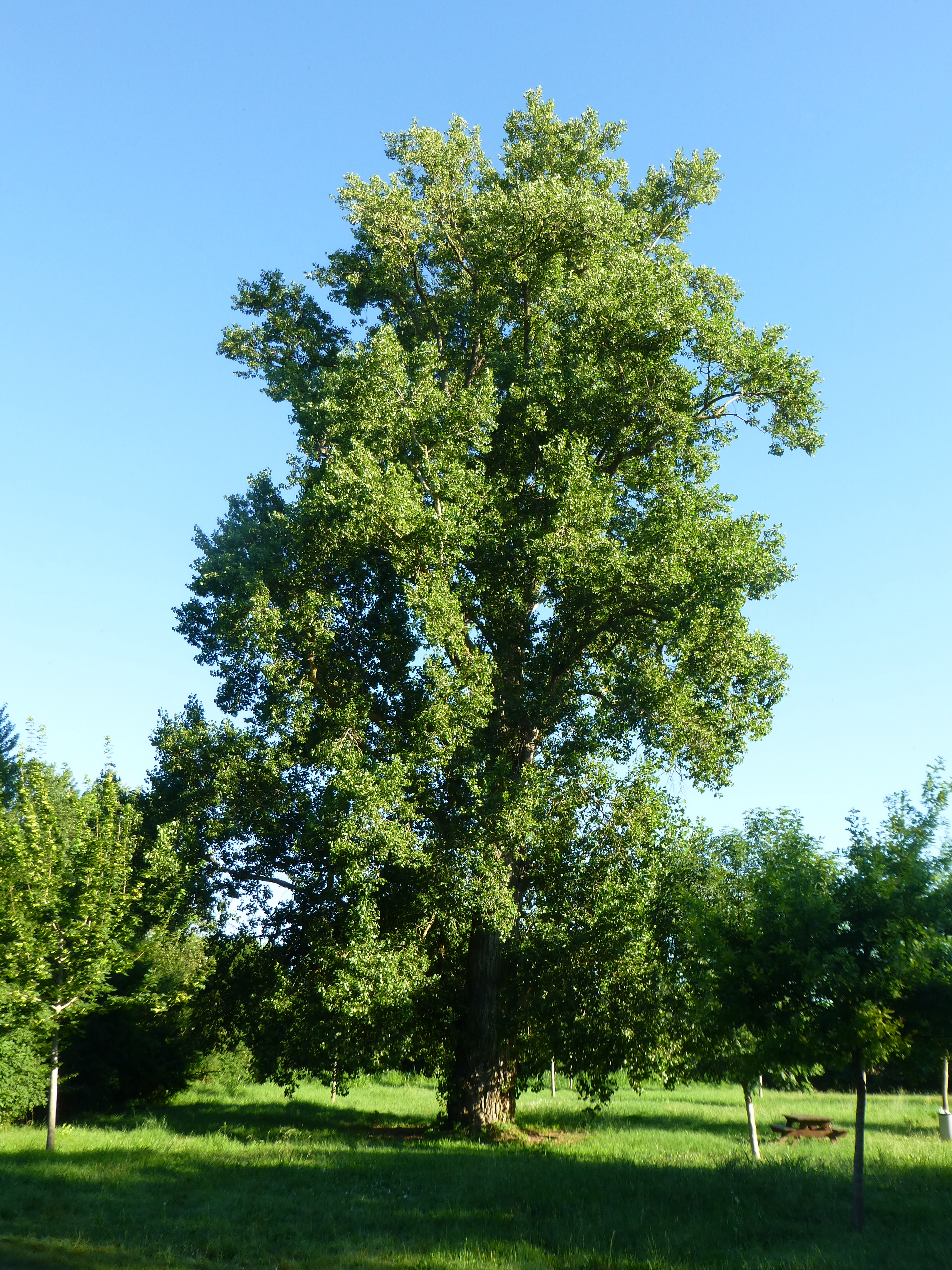
Le vieux peuplier à l'entrée de Mauvers
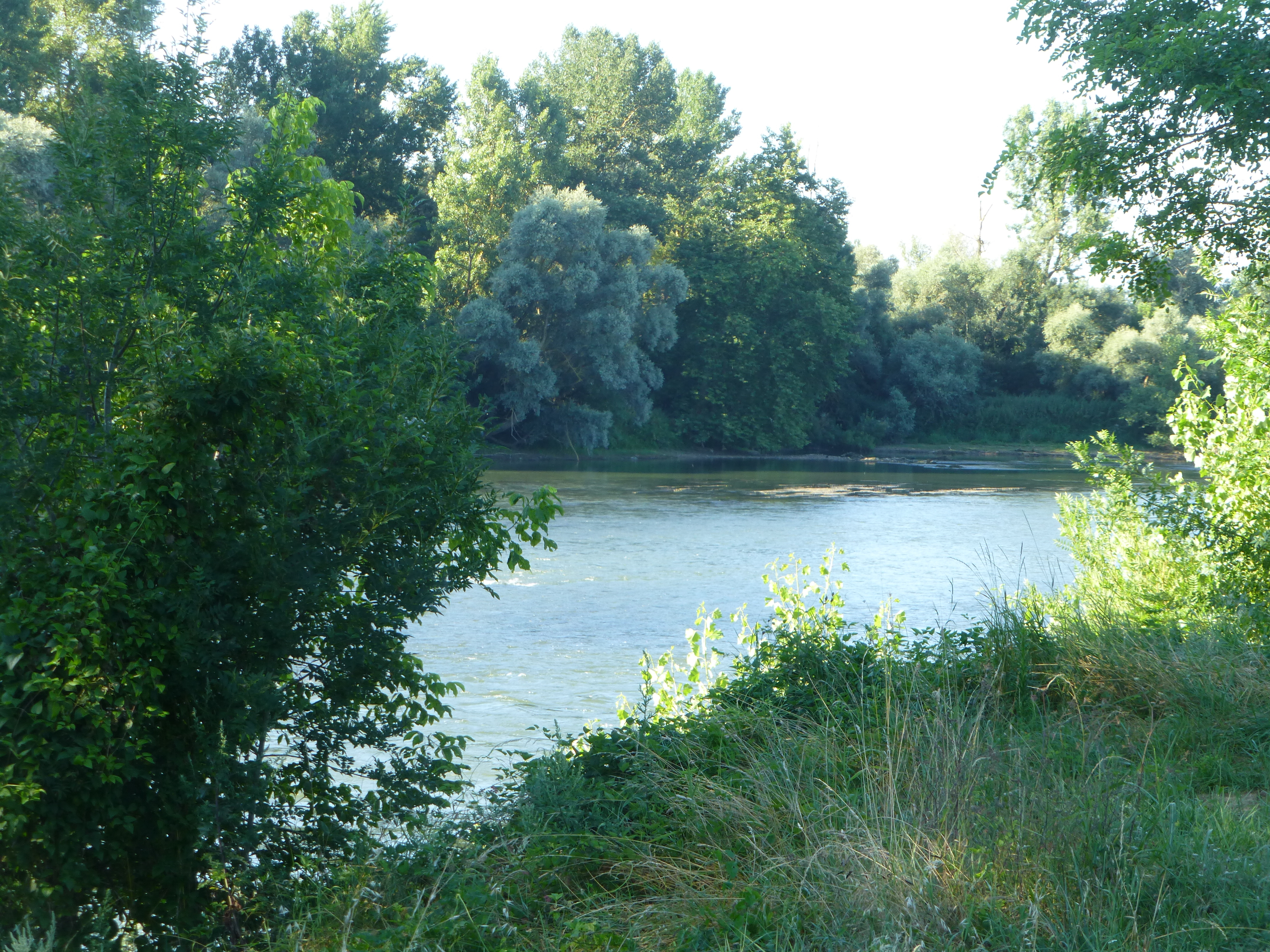
La Garonne vue de Mauvers

## Culture locale et patrimoine

### Monuments et lieux remarquables
La commune possède deux inscriptions à l'inventaire des monuments historiques :
- l'église Saint-Martin. L'église datant du XIIIe siècle est dédiée à saint Martin. Le portail a été inscrit au titre des monuments historiques en 1950[71]. Plusieurs objets sont référencés dans la base Palissy[71]. Par ailleurs, l'église contient une table console et un dais de procession, classés eux aussi à l'inventaire des monuments historiques[72].
- le musée Calbet, du XVe siècle. La façade sur rue et la toiture ont été inscrites au titre des monuments historiques en 1950[73].
- Quatre tableaux exposés à la mairie sont répertoriés à l'inventaire général du patrimoine culturel.
- Sont également remarquables : le marché couvert de 1894, le château de Grisolles.

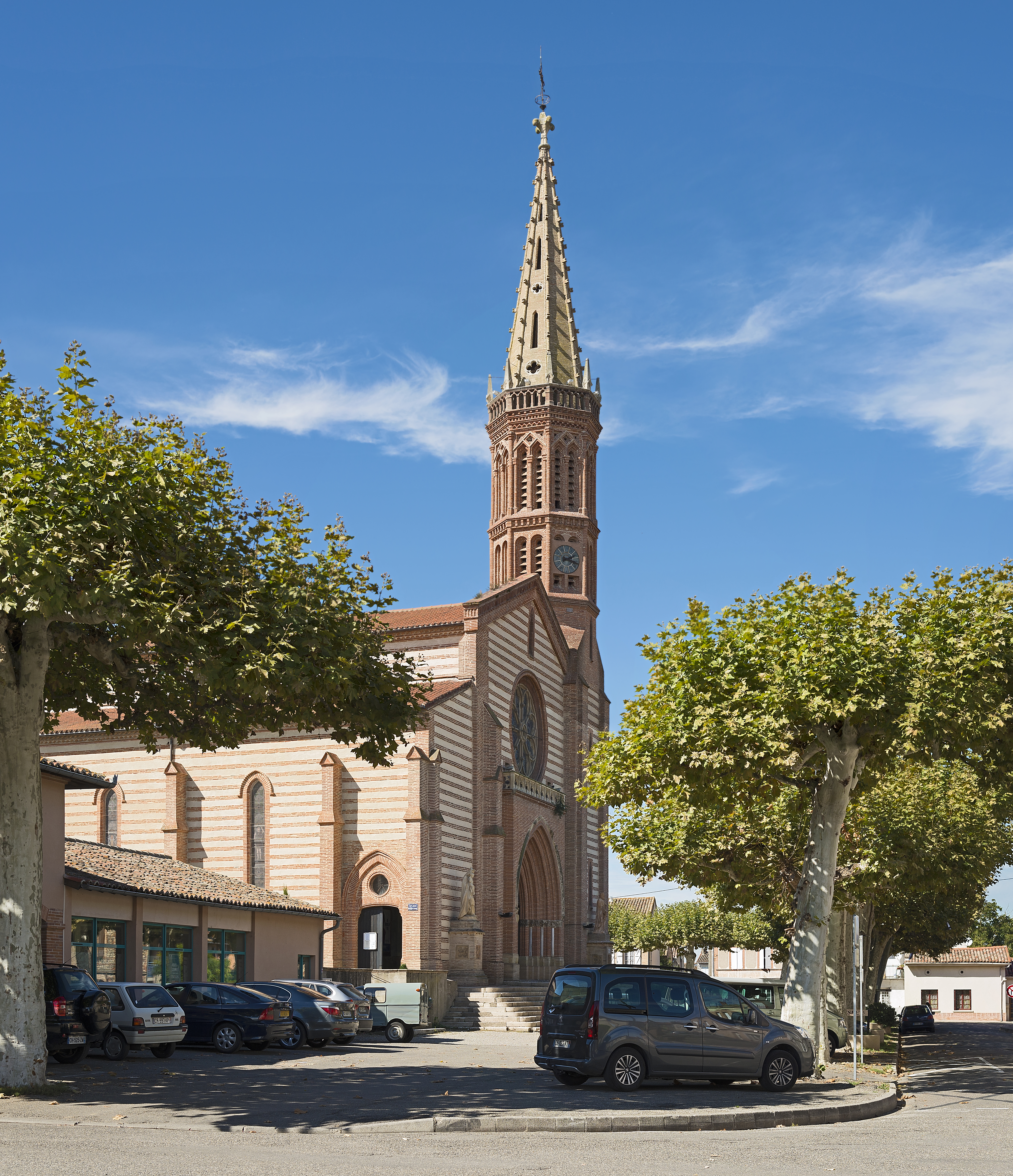
Église Saint-Martin.
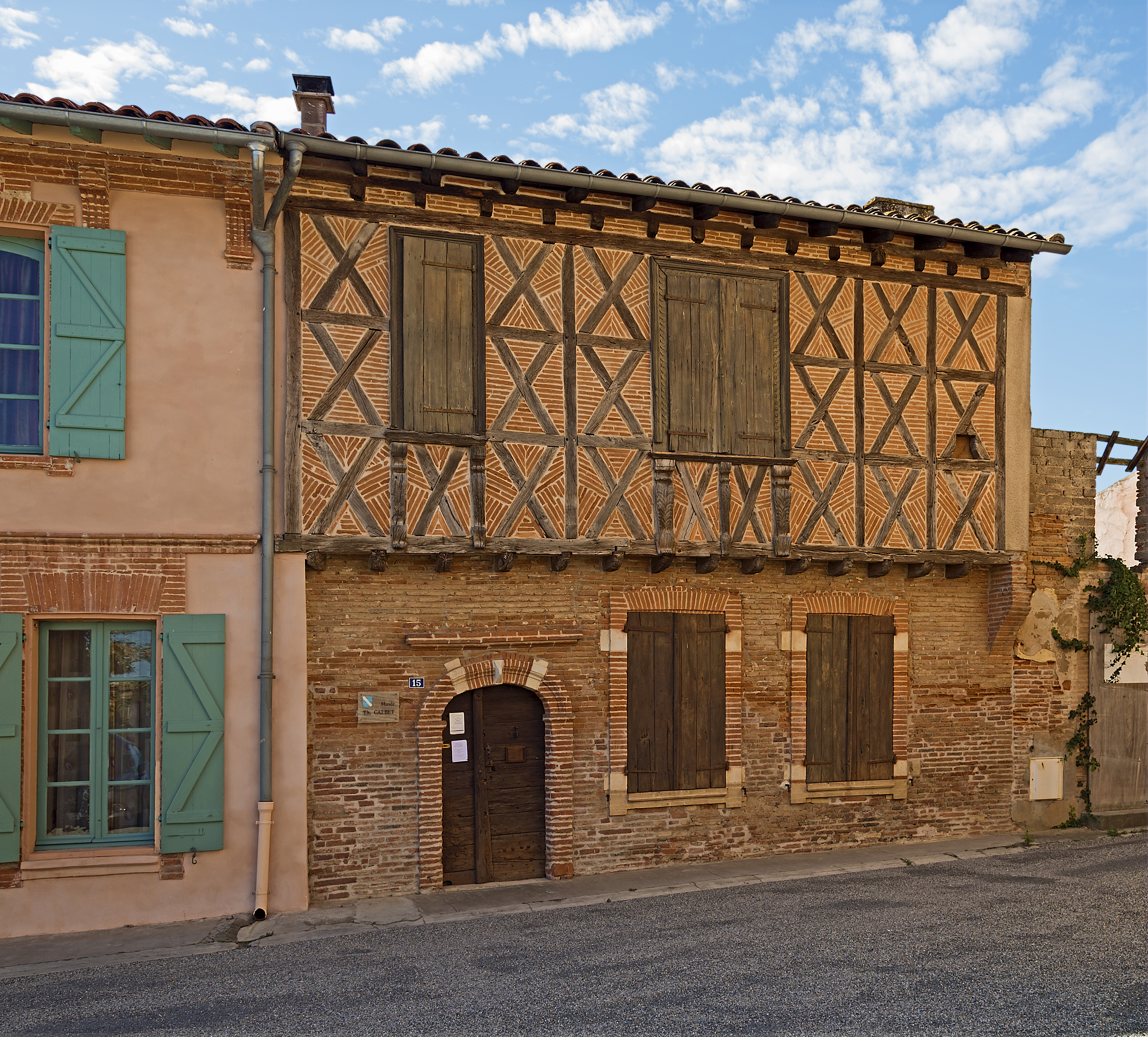
Musée Calbet.
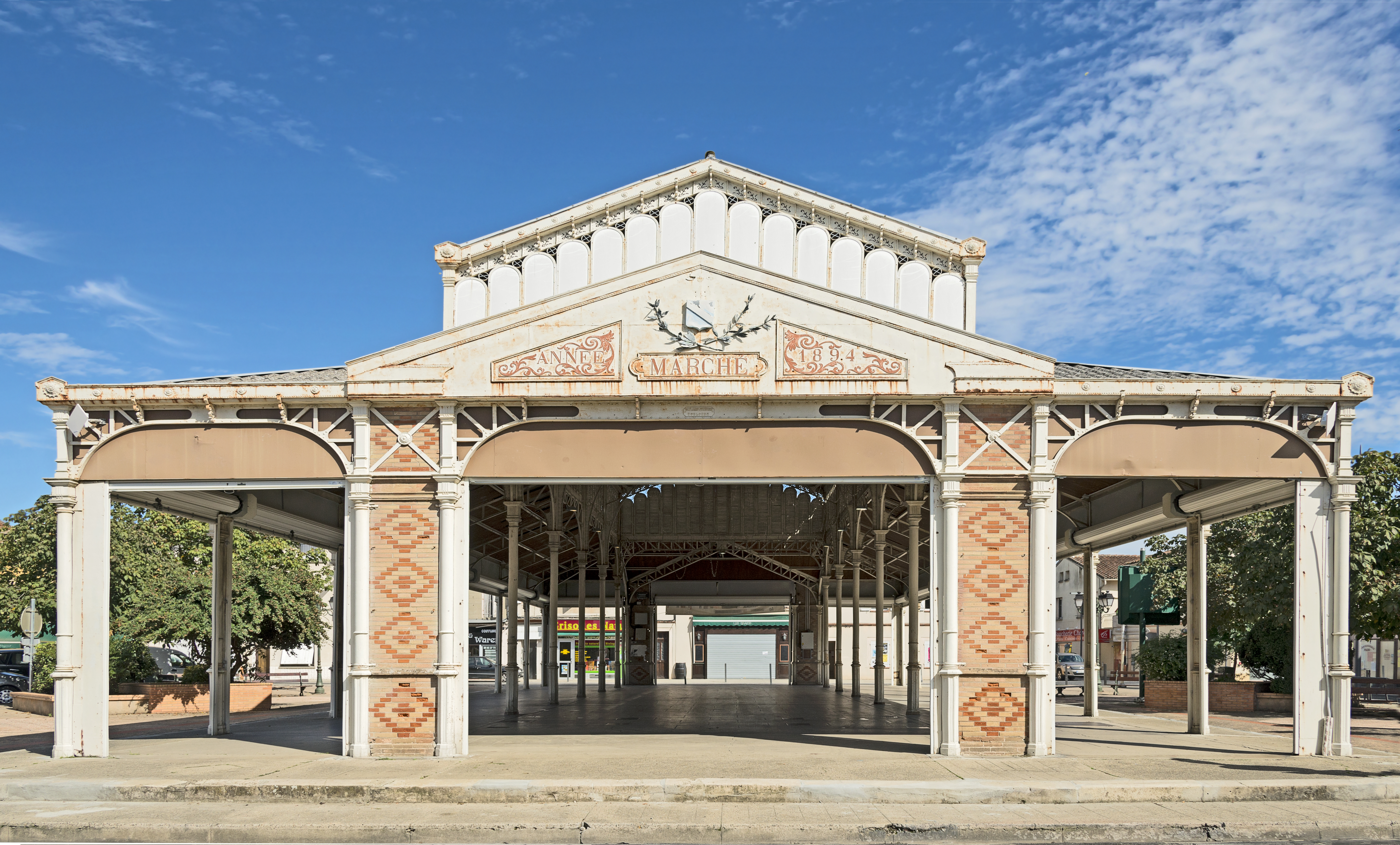
Façade du marché couvert.
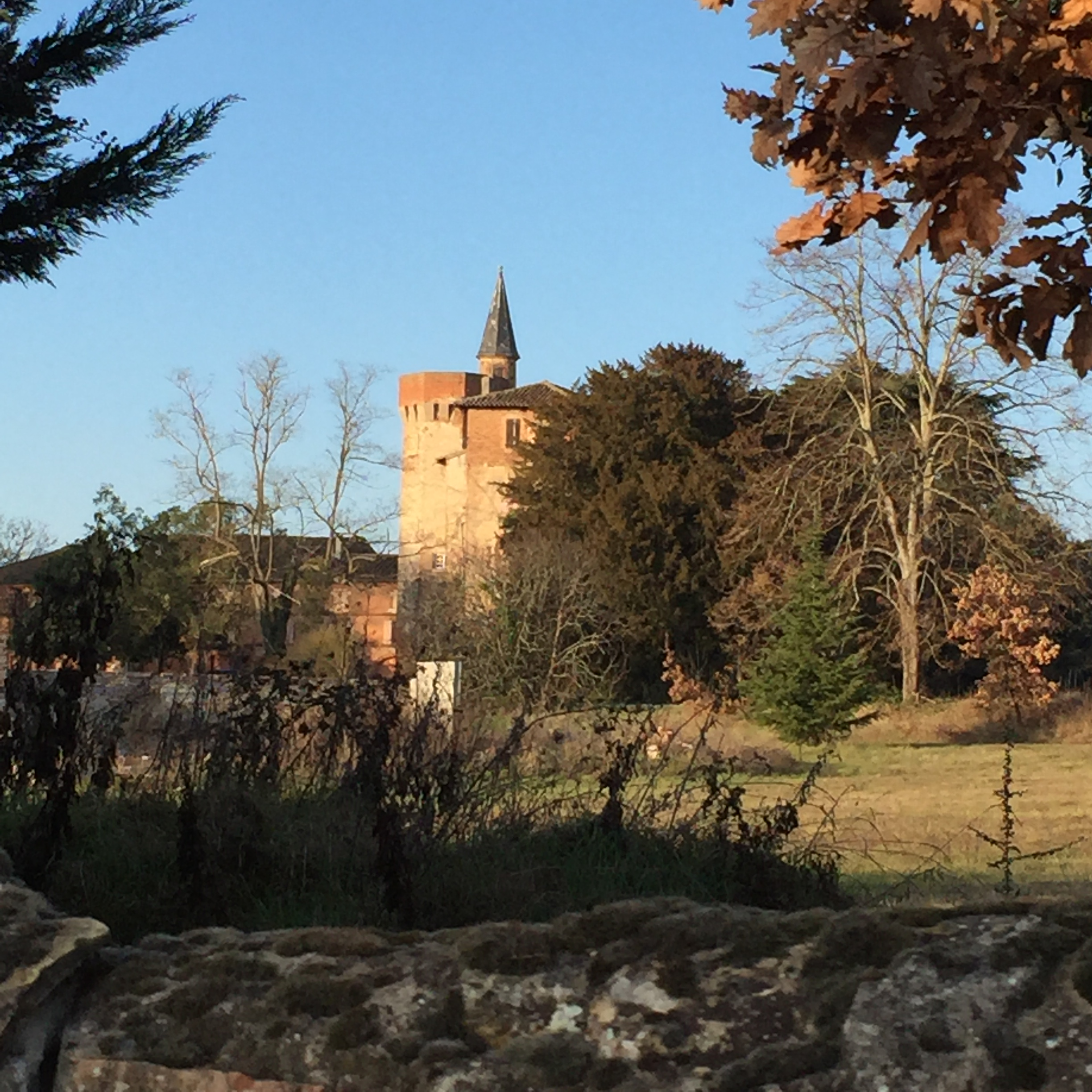
Château de Grisolles.

- Commémorations :

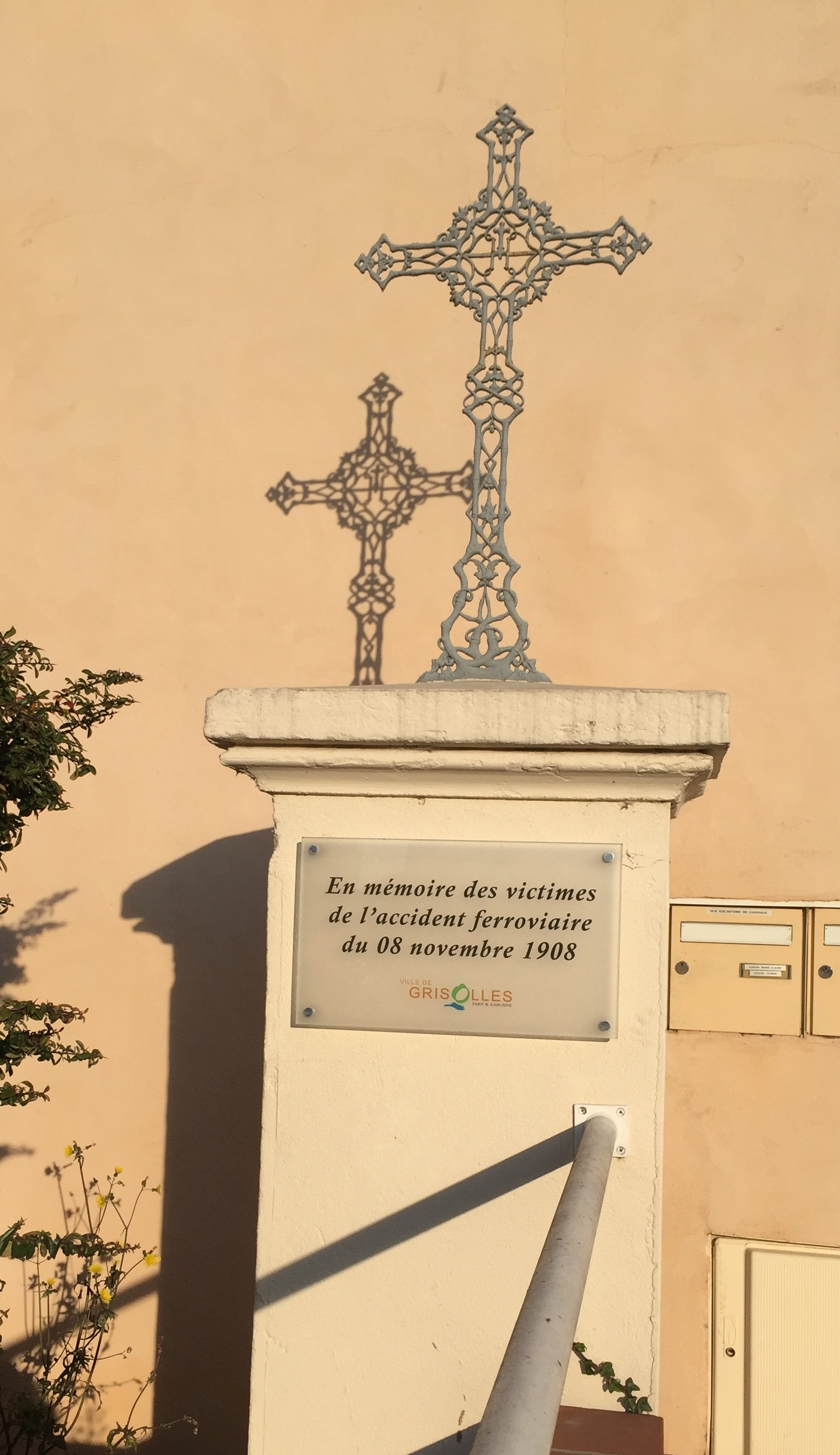
Accident ferroviaire de 1908.
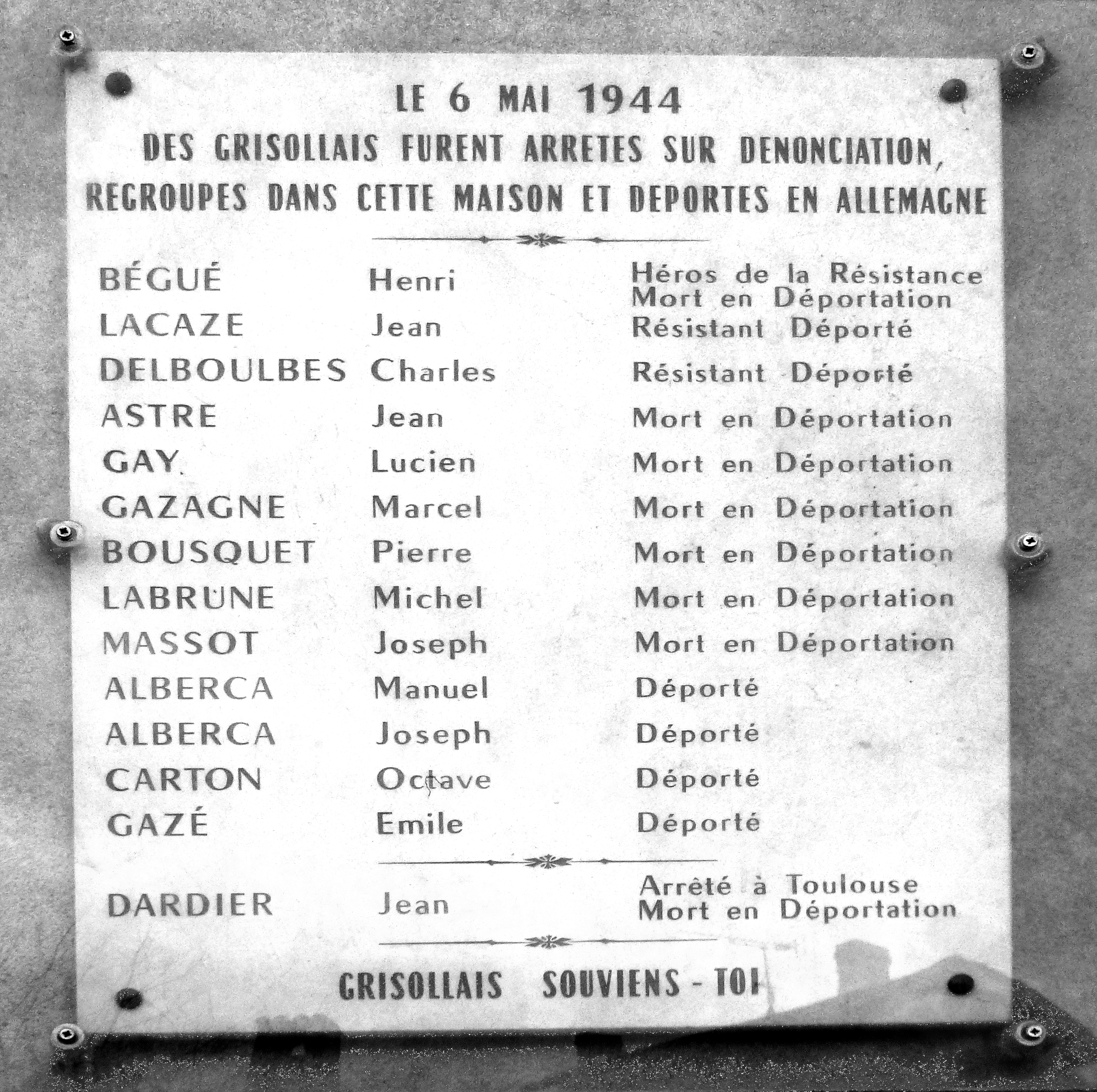
Plaque aux déportés.
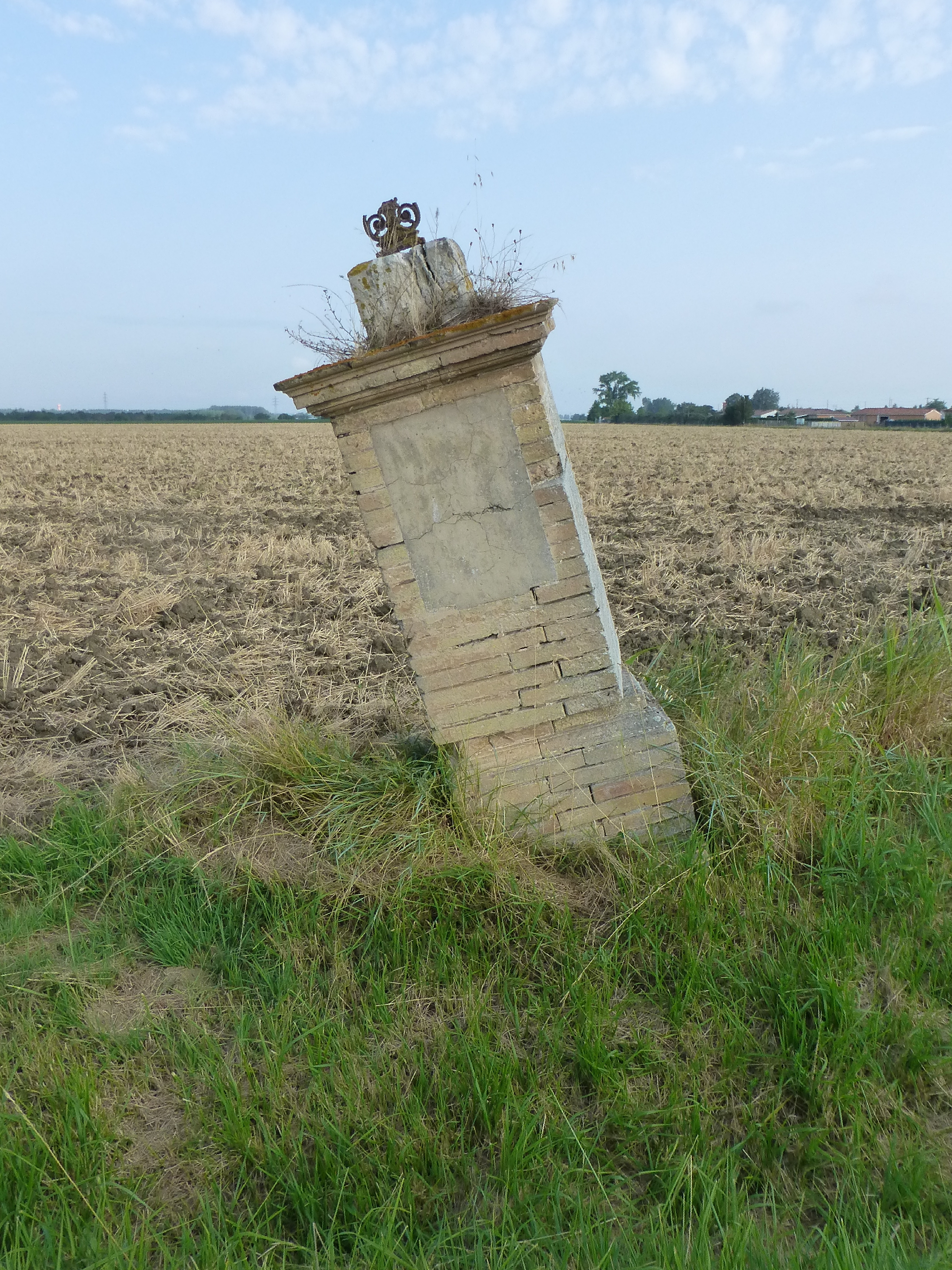
Ruine de calvaire chemin de Commère.

### Personnalités liées à la commune
- Dominique Hébrard[74] (1742-1834), avocat, homme politique né à Grisolles, député du tiers aux Etats-Généraux de 1789.
- Edouard Timbal-Lagrave (1819-1888), pharmacien militaire et botaniste, spécialiste de la flore pyrénéenne, est né à Grisolles.
- Adrien Hébrard (1833-1914), journaliste, directeur de journaux (Le Temps) et homme politique français. Il siégea au Sénat de 1879 à 1892 où il représenta la Haute-Garonne.
- Jacques Hébrard (1841-1917), homme politique, sénateur des Établissements français de l'Inde de 1882 à 1891 puis de la Corse de 1894 à 1903.
- Paschal Grousset (1845-1909), journaliste, écrivain et homme politique, né à Corte (Corse) mais issu d'une vieille famille Grisollaise, il participa au gouvernement de la Commune en 1871 où il fut ministre des relations extérieures, puis député de Paris (XXe arrondissement) de 1895 à 1909.
- Jean Dargassies (1872-1965), champion cycliste du début du siècle, participa aux Tours de France de 1903 et 1904, finissant 11e pour le premier et 4e pour le second. Surnommé « Hercule le forgeron de Grisolles » ou encore « Le Gaulois », il se classa deuxième d'un Bordeaux-Paris.
- Théodore Calbet (1862-1949)[75], fondateur en 1938 du musée d'art et traditions populaires de Grisolles.
- Alice Bessou-Kokine (1923-1945), résistante, morte en déportation, est née à Grisolles.
- Henri Bégué (1920-1945), résistant, mort en déportation. Frère de Pierre Bégué et José Marty. Arrêtés sur dénonciation calomnieuse, par la Gestapo, le 6 mai 1944, et enfermé au numéro 42-44 de l’actuelle rue des Déportés à Grisolles (82). Henri Bégué fut libéré par les Canadien fin avril 1945, au camp de Sandbostel, décédé du typhus quelques jours après.

### Héraldique
| Grisolles | Son blasonnement est : D'azur à une bande d'argent. |

## Pour approfondir